# 대종상의 수상작 목록
아래는 한국영화인총연합회가 주최하는 《대종상》의 역대 수상작 목록이다.

## 1960년대
| \| 부문 \| 수상자 \| 작품 \| \| -------------- \| ------ \| ------------------------ \| \| 최우수작품상 \| 김상봉 \| 《연산군》 \| \| 문화영화작품상 \| 김상봉 \| 《동물원의 하루》 \| \| 남우주연상 \| 신영균 \| 《연산군》 \| \| 여우주연상 \| 최은희 \| 《상록수》 \| \| 남우조연상 \| 이예춘 \| 《현해탄은 알고 있다》 \| \| 여우조연상 \| 한은진 \| 《연산군》 \| \| 시나리오상 \| 임희재 \| 《사랑방 손님과 어머니》 \| \| 촬영상 \| 배성학 \| 《연산군》 \| \| 조명상 \| 이계창 \| 《연산군》 \| \| 편집상 \| 한형모 \| 《언니는 말괄량이》 \| \| 미술상 \| 정우택 \| 《연산군》 \| \| 녹음상 \| 이경순 \| 《연산군》 \| \| 음악상 \| 정윤주 \| 《연산군》 \| \| 신인상 \| 김기덕 \| 《5인의 해병》 \| \| 특별장려상 \| 전영선 \| 《사랑방 손님과 어머니》 \| \| 공로상 \| 신필림 \| 《상록수》 \| |        |                          |
| 부문 | 수상자 | 작품                     |
| 최우수작품상 | 김상봉 | 《연산군》               |
| 문화영화작품상 | 김상봉 | 《동물원의 하루》        |
| 남우주연상 | 신영균 | 《연산군》               |
| 여우주연상 | 최은희 | 《상록수》               |
| 남우조연상 | 이예춘 | 《현해탄은 알고 있다》   |
| 여우조연상 | 한은진 | 《연산군》               |
| 시나리오상 | 임희재 | 《사랑방 손님과 어머니》 |
| 촬영상 | 배성학 | 《연산군》               |
| 조명상 | 이계창 | 《연산군》               |
| 편집상 | 한형모 | 《언니는 말괄량이》      |
| 미술상 | 정우택 | 《연산군》               |
| 녹음상 | 이경순 | 《연산군》               |
| 음악상 | 정윤주 | 《연산군》               |
| 신인상 | 김기덕 | 《5인의 해병》           |
| 특별장려상 | 전영선 | 《사랑방 손님과 어머니》 |
| 공로상 | 신필림 | 《상록수》               |

| \| 부문 \| 수상자 \| 작품 \| \| -------------- \| -------------- \| ----------------------- \| \| 최우수작품상 \| \| 《열녀문》 \| \| 문화영화작품상 \| 국립영화제작소 \| 《피어린 육백리》 \| \| 감독상 \| 유현목 \| 《아낌없이 주련다》 \| \| 남우주연상 \| 신영균 \| 《열녀문》 \| \| 여우주연상 \| 도금봉 \| 《새댁》 \| \| 남우조연상 \| 박노식 \| 《진시황제와 만리장성》 \| \| 여우조연상 \| 황정순 \| 《새댁》 \| \| 시나리오상 \| 김강윤 \| 《열녀문》 \| \| 촬영상 \| 정해준 \| 《무정》 \| \| 조명상 \| 박진수 \| 《아낌없이 주련다》 \| \| 편집상 \| 김영희 \| 《열녀문》 \| \| 미술상 \| 이봉선 \| 《아낌없이 주련다》 \| \| 녹음상 \| 이경순 \| 《지옥문》 \| \| 음악상 \| 정윤주 \| 《지옥문》 \| \| 신인상 \| 전우열 \| 《빼앗긴 일요일》 \| \| 특별장려상 \| 해성영화 \| 《지옥문》 \| \| 공로상 \| 미공보부 \| 《황토길》 \| |                |                         |
| 부문 | 수상자         | 작품                    |
| 최우수작품상 |                | 《열녀문》              |
| 문화영화작품상 | 국립영화제작소 | 《피어린 육백리》       |
| 감독상 | 유현목         | 《아낌없이 주련다》     |
| 남우주연상 | 신영균         | 《열녀문》              |
| 여우주연상 | 도금봉         | 《새댁》                |
| 남우조연상 | 박노식         | 《진시황제와 만리장성》 |
| 여우조연상 | 황정순         | 《새댁》                |
| 시나리오상 | 김강윤         | 《열녀문》              |
| 촬영상 | 정해준         | 《무정》                |
| 조명상 | 박진수         | 《아낌없이 주련다》     |
| 편집상 | 김영희         | 《열녀문》              |
| 미술상 | 이봉선         | 《아낌없이 주련다》     |
| 녹음상 | 이경순         | 《지옥문》              |
| 음악상 | 정윤주         | 《지옥문》              |
| 신인상 | 전우열         | 《빼앗긴 일요일》       |
| 특별장려상 | 해성영화       | 《지옥문》              |
| 공로상 | 미공보부       | 《황토길》              |

| \| 부문 \| 수상자 \| 작품 \| \| -------------- \| -------------- \| ---------------------- \| \| 최우수작품상 \| 한양영화사 \| 《혈맥》 \| \| 문화영화작품상 \| 국립영화제작소 \| 《열반》 \| \| 감독상 \| 이만희 \| 《돌아오지 않는 해병》 \| \| 남우주연상 \| 김승호 \| 《혈맥》 \| \| 여우주연상 \| 황정순 \| 《혈맥》 \| \| 남우조연상 \| 김희갑 \| 《쌀》 \| \| 여우조연상 \| 최지희 \| 《김약국의 딸들》 \| \| 시나리오상 \| 임희재 \| 《혈맥》 \| \| 촬영상 \| 변인집 \| 《김약국의 딸들》 \| \| 편집상 \| 양성란 \| 《빨간 마후라》 \| \| 미술상 \| 이봉선 \| 《김약국의 딸들》 \| \| 녹음상 \| 이경순 \| 《돌아오지 않는 해병》 \| \| 음악상 \| 김성태 \| 《김약국의 딸들》 \| \| 신인상 \| 서정민 \| 《돌아오지 않는 해병》 \| \| 특별장려상 \| 신필림 \| 《쌀》 \| |                |                        |
| 부문 | 수상자         | 작품                   |
| 최우수작품상 | 한양영화사     | 《혈맥》               |
| 문화영화작품상 | 국립영화제작소 | 《열반》               |
| 감독상 | 이만희         | 《돌아오지 않는 해병》 |
| 남우주연상 | 김승호         | 《혈맥》               |
| 여우주연상 | 황정순         | 《혈맥》               |
| 남우조연상 | 김희갑         | 《쌀》                 |
| 여우조연상 | 최지희         | 《김약국의 딸들》      |
| 시나리오상 | 임희재         | 《혈맥》               |
| 촬영상 | 변인집         | 《김약국의 딸들》      |
| 편집상 | 양성란         | 《빨간 마후라》        |
| 미술상 | 이봉선         | 《김약국의 딸들》      |
| 녹음상 | 이경순         | 《돌아오지 않는 해병》 |
| 음악상 | 김성태         | 《김약국의 딸들》      |
| 신인상 | 서정민         | 《돌아오지 않는 해병》 |
| 특별장려상 | 신필림         | 《쌀》                 |

| \| 부문 \| 수상자 \| 작품 \| \| -------------- \| -------------- \| ------------------------ \| \| 최우수작품상 \| 신필림 \| 《벙어리 삼룡》 \| \| 문화영화작품상 \| 국립영화제작소 \| 《춘천댐》 \| \| 감독상 \| 신상옥 \| 《벙어리 삼룡》 \| \| 남우주연상 \| 신영균 \| 《달기》 \| \| 여우주연상 \| 최은희 \| 《청일전쟁과 여걸 민비》 \| \| 남우조연상 \| 박노식 \| 《청일전쟁과 여걸 민비》 \| \| 여우조연상 \| 윤인자 \| 《빨간 마후라》 \| \| 시나리오상 \| 한운사 \| 《남과 북》 \| \| 촬영상 \| 김종래 \| 《빨간 마후라》 \| \| 조명상 \| 고해진 \| 《순교자》 \| \| 편집상 \| 유재원 \| 《잉여인간》 \| \| 미술상 \| 송백규, 김정환 \| 《청일전쟁과 여걸 민비》 \| \| 녹음상 \| 이경순 \| 《청일전쟁과 여걸 민비》 \| \| 음악상 \| 정윤주 \| 《벙어리 삼룡》 \| \| 신인상 \| 김석강 \| 《잉여인간》 \| \| 공로상 \| 신필림 \| 《벙어리 삼룡》 \| |                |                          |
| 부문 | 수상자         | 작품                     |
| 최우수작품상 | 신필림         | 《벙어리 삼룡》          |
| 문화영화작품상 | 국립영화제작소 | 《춘천댐》               |
| 감독상 | 신상옥         | 《벙어리 삼룡》          |
| 남우주연상 | 신영균         | 《달기》                 |
| 여우주연상 | 최은희         | 《청일전쟁과 여걸 민비》 |
| 남우조연상 | 박노식         | 《청일전쟁과 여걸 민비》 |
| 여우조연상 | 윤인자         | 《빨간 마후라》          |
| 시나리오상 | 한운사         | 《남과 북》              |
| 촬영상 | 김종래         | 《빨간 마후라》          |
| 조명상 | 고해진         | 《순교자》               |
| 편집상 | 유재원         | 《잉여인간》             |
| 미술상 | 송백규, 김정환 | 《청일전쟁과 여걸 민비》 |
| 녹음상 | 이경순         | 《청일전쟁과 여걸 민비》 |
| 음악상 | 정윤주         | 《벙어리 삼룡》          |
| 신인상 | 김석강         | 《잉여인간》             |
| 공로상 | 신필림         | 《벙어리 삼룡》          |

| \| 부문 \| 수상자 \| 작품 \| \| -------------- \| -------------- \| ---------------------- \| \| 최우수작품상 \| 대양영화 \| 《갯마을》 \| \| 문화영화작품상 \| 국립영화제작소 \| 《가야금》 \| \| 우수반공영화상 \| 제일영화 \| 《9248KLO》 \| \| 반공영화각본상 \| 한우정 \| 《군번 없는 용사》 \| \| 감독상 \| 유현목 \| 《순교자》 \| \| 남우주연상 \| 김진규 \| 《태양은 다시 뜬다》 \| \| 여우주연상 \| 최은희 \| 《민며느리》 \| \| 남우조연상 \| 최남현 \| 《추풍령》 \| \| 여우조연상 \| 황정순 \| 《갯마을》 \| \| 시나리오상 \| 김지헌 \| 《태양은 다시 뜬다》 \| \| 촬영상 \| 전조명 \| 《갯마을》 \| \| 편집상 \| 유재원 \| 《갯마을》 \| \| 미술상 \| 이봉선 \| 《순교자》 \| \| 녹음상 \| 김병수 \| 《순교자》 \| \| 음악상 \| 김병수 \| 《순교자》 \| \| 신인상 \| 문희 \| 《흑맥》 \| \| 제작상 \| 연방영화 \| 《유정》 \| \| 특별장려상 \| 김용연 \| 《저 하늘에도 슬픔이》 \| |                |                        |
| 부문 | 수상자         | 작품                   |
| 최우수작품상 | 대양영화       | 《갯마을》             |
| 문화영화작품상 | 국립영화제작소 | 《가야금》             |
| 우수반공영화상 | 제일영화       | 《9248KLO》            |
| 반공영화각본상 | 한우정         | 《군번 없는 용사》     |
| 감독상 | 유현목         | 《순교자》             |
| 남우주연상 | 김진규         | 《태양은 다시 뜬다》   |
| 여우주연상 | 최은희         | 《민며느리》           |
| 남우조연상 | 최남현         | 《추풍령》             |
| 여우조연상 | 황정순         | 《갯마을》             |
| 시나리오상 | 김지헌         | 《태양은 다시 뜬다》   |
| 촬영상 | 전조명         | 《갯마을》             |
| 편집상 | 유재원         | 《갯마을》             |
| 미술상 | 이봉선         | 《순교자》             |
| 녹음상 | 김병수         | 《순교자》             |
| 음악상 | 김병수         | 《순교자》             |
| 신인상 | 문희           | 《흑맥》               |
| 제작상 | 연방영화       | 《유정》               |
| 특별장려상 | 김용연         | 《저 하늘에도 슬픔이》 |

| \| 부문 \| 수상자 \| 작품 \| \| -------------- \| -------- \| --------------------- \| \| 최우수작품상 \| 세기상사 \| 《귀로》 \| \| 문화영화작품상 \| 세기상사 \| 《홍길동》 \| \| 우수반공영화상 \| 대양영화 \| 《돌무지》 \| \| 반공영화각본상 \| 조문진 \| 《고발》 \| \| 감독상 \| 김수용 \| 《안개》 \| \| 남우주연상 \| 박노식 \| 《고발》 \| \| 여우주연상 \| 문정숙 \| 《귀로》 \| \| 남우조연상 \| 윤일봉 \| 《애하》 \| \| 여우조연상 \| 주증녀 \| 《만선》 \| \| 시나리오상 \| 이형우 \| 《애하》 \| \| 촬영상 \| 장석준 \| 《한》 \| \| 조명상 \| 윤창화 \| 《귀로》 \| \| 편집상 \| 유재원 \| 《안개》 \| \| 미술상 \| 정우택 \| 《다정불심》 \| \| 녹음상 \| 이재웅 \| 《얼룩무늬의 사나이》 \| \| 음악상 \| 김동진 \| 《하얀 까마귀》 \| \| 신인상 \| 윤정희 \| 《청춘극장》 \| \| 제작상 \| 태창흥업 \| 《까치소리》 \| \| 특별장려상 \| 연방영화 \| 《잃어버린 사람들》 \| |          |                       |
| 부문 | 수상자   | 작품                  |
| 최우수작품상 | 세기상사 | 《귀로》              |
| 문화영화작품상 | 세기상사 | 《홍길동》            |
| 우수반공영화상 | 대양영화 | 《돌무지》            |
| 반공영화각본상 | 조문진   | 《고발》              |
| 감독상 | 김수용   | 《안개》              |
| 남우주연상 | 박노식   | 《고발》              |
| 여우주연상 | 문정숙   | 《귀로》              |
| 남우조연상 | 윤일봉   | 《애하》              |
| 여우조연상 | 주증녀   | 《만선》              |
| 시나리오상 | 이형우   | 《애하》              |
| 촬영상 | 장석준   | 《한》                |
| 조명상 | 윤창화   | 《귀로》              |
| 편집상 | 유재원   | 《안개》              |
| 미술상 | 정우택   | 《다정불심》          |
| 녹음상 | 이재웅   | 《얼룩무늬의 사나이》 |
| 음악상 | 김동진   | 《하얀 까마귀》       |
| 신인상 | 윤정희   | 《청춘극장》          |
| 제작상 | 태창흥업 | 《까치소리》          |
| 특별장려상 | 연방영화 | 《잃어버린 사람들》   |

| \| 부문 \| 수상자 \| 작품 \| \| -------------- \| -------- \| --------------- \| \| 최우수작품상 \| 신필림 \| 《대원군》 \| \| 문화영화작품상 \| 세기상사 \| 《손오공》 \| \| 우수반공영화상 \| 한국영화 \| 《카인의 후예》 \| \| 반공영화각본상 \| 김동현 \| 《제3지대》 \| \| 감독상 \| 신상옥 \| 《대원군》 \| \| 남우주연상 \| 신성일 \| 《이상의 날개》 \| \| 여우주연상 \| 문희 \| 《카인의 후예》 \| \| 남우조연상 \| 박노식 \| 《카인의 후예》 \| \| 여우조연상 \| 황정순 \| 《엄마의 일기》 \| \| 시나리오상 \| 김승옥 \| 《장군의 수염》 \| \| 촬영상 \| 이석기 \| 《창공에 산다》 \| \| 조명상 \| 고해진 \| 《이상의 날개》 \| \| 편집상 \| 이강원 \| 《뚝고전선》 \| \| 미술상 \| 정우택 \| 《대원군》 \| \| 녹음상 \| 유창국 \| 《대원군》 \| \| 음악상 \| 황문평 \| 《소라의 꿈》 \| \| 신인상 \| 정진철 \| 《성년한국》 \| \| 제작상 \| 태창흥업 \| 《장군의 수염》 \| \| 특별장려상 \| 연방연화 \| 《화산댁》 \| |          |                 |
| 부문 | 수상자   | 작품            |
| 최우수작품상 | 신필림   | 《대원군》      |
| 문화영화작품상 | 세기상사 | 《손오공》      |
| 우수반공영화상 | 한국영화 | 《카인의 후예》 |
| 반공영화각본상 | 김동현   | 《제3지대》     |
| 감독상 | 신상옥   | 《대원군》      |
| 남우주연상 | 신성일   | 《이상의 날개》 |
| 여우주연상 | 문희     | 《카인의 후예》 |
| 남우조연상 | 박노식   | 《카인의 후예》 |
| 여우조연상 | 황정순   | 《엄마의 일기》 |
| 시나리오상 | 김승옥   | 《장군의 수염》 |
| 촬영상 | 이석기   | 《창공에 산다》 |
| 조명상 | 고해진   | 《이상의 날개》 |
| 편집상 | 이강원   | 《뚝고전선》    |
| 미술상 | 정우택   | 《대원군》      |
| 녹음상 | 유창국   | 《대원군》      |
| 음악상 | 황문평   | 《소라의 꿈》   |
| 신인상 | 정진철   | 《성년한국》    |
| 제작상 | 태창흥업 | 《장군의 수염》 |
| 특별장려상 | 연방연화 | 《화산댁》      |

| 1969년 (제8회) 제1회 대한민국 문화예술상 영화부문상 |
| --------------------------------------------------- |
|                                                     |

## 1970년대
| 1970년 (제9회) 제2회 대한민국 문화예술상 영화부문상 |
| --------------------------------------------------- |
|                                                     |

| \| 부문 \| 수상자 \| 작품 \| \| ------------------ \| ---------------- \| -------------------------------------- \| \| 문화영화작품상 \| 서울문화프로모션 \| 《무명의 교사》 \| \| 우수반공영화상 \| 우진필름 \| 《3호 탈출》 \| \| 반공영화각본상 \| 곽일로, 한성 \| 《대전장》 \| \| 계몽영화상 \| 우진필름 \| 《마지막 황태자 영친왕》 \| \| 감독상 \| 유현목 \| 《분례기》 \| \| 남우주연상 \| 장동휘 \| 《대전장》 \| \| 여우주연상 \| 윤정희 \| 《분례기》 \| \| 남우조연상 \| 최무룡 \| 《마지막 황태자 영친왕》 \| \| 여우조연상 \| 사미자 \| 《분례기》 \| \| 시나리오상 \| 김창윤 \| 《마지막 황태자 영친왕》 \| \| 촬영상 \| 정일성 \| 《화녀》 \| \| 조명상 \| 양찬종 \| 《화녀》 \| \| 편집상 \| 김희수 \| 《화녀》 \| \| 미술상 \| 박석인 \| 《마지막 황태자 영친왕》 \| \| 녹음상 \| 이경순 \| 《분례기》 \| \| 음악상 \| 김희조 \| 《분례기》 \| \| 신인상 \| 윤여정 \| 《화녀》 \| \| 특별상 \| 한국교육영화사 \| 《아름다운 경기강산》 《경부고속도로》 \| \| 문화영화장려상 \| 한국문화영화공사 \| 《육군사관학교》 \| \| 우수계몽영화상영상 \| 국제극장 \| 《마지막 황태자 영친왕》 \| \| 우수반공영화상영상 \| 동아극장 \| 《3호 탈출》 \| \| 영화수출장려상 \| 동아수출공사 \| \| \| 우수외화수입상 \| 세기상사 \| 《아라비아의 로렌스》 \| \| 공로상 \| 삼영필름 \| 《내일의 팔도강산》 \| |                  |                                        |
| 부문 | 수상자           | 작품                                   |
| 문화영화작품상 | 서울문화프로모션 | 《무명의 교사》                        |
| 우수반공영화상 | 우진필름         | 《3호 탈출》                           |
| 반공영화각본상 | 곽일로, 한성     | 《대전장》                             |
| 계몽영화상 | 우진필름         | 《마지막 황태자 영친왕》               |
| 감독상 | 유현목           | 《분례기》                             |
| 남우주연상 | 장동휘           | 《대전장》                             |
| 여우주연상 | 윤정희           | 《분례기》                             |
| 남우조연상 | 최무룡           | 《마지막 황태자 영친왕》               |
| 여우조연상 | 사미자           | 《분례기》                             |
| 시나리오상 | 김창윤           | 《마지막 황태자 영친왕》               |
| 촬영상 | 정일성           | 《화녀》                               |
| 조명상 | 양찬종           | 《화녀》                               |
| 편집상 | 김희수           | 《화녀》                               |
| 미술상 | 박석인           | 《마지막 황태자 영친왕》               |
| 녹음상 | 이경순           | 《분례기》                             |
| 음악상 | 김희조           | 《분례기》                             |
| 신인상 | 윤여정           | 《화녀》                               |
| 특별상 | 한국교육영화사   | 《아름다운 경기강산》 《경부고속도로》 |
| 문화영화장려상 | 한국문화영화공사 | 《육군사관학교》                       |
| 우수계몽영화상영상 | 국제극장         | 《마지막 황태자 영친왕》               |
| 우수반공영화상영상 | 동아극장         | 《3호 탈출》                           |
| 영화수출장려상 | 동아수출공사     |                                        |
| 우수외화수입상 | 세기상사         | 《아라비아의 로렌스》                  |
| 공로상 | 삼영필름         | 《내일의 팔도강산》                    |

| \| 부문 \| 수상자 \| 작품 \| \| -------------- \| ----------------- \| ----------------------------- \| \| 최우수작품상 \| 연방영화 \| 《의사 안중근》 \| \| 건전작품상 \| \| 《쥐띠 부인》 \| \| 문화영화작품상 \| 우리문화영화 \| 《한국의 새》 \| \| 우수반공영화상 \| 안양영화 \| 《평양 폭격대》 \| \| 감독상 \| 신상옥 \| 《평양 폭격대》 \| \| 남우주연상 \| 황해 \| 《평양 폭격대》 \| \| 여우주연상 \| 고은아 \| 《며느리》 \| \| 남우조연상 \| 김희갑 \| 《작은 꿈이 꽃필 때》 \| \| 여우조연상 \| 도금봉 \| 《작은 꿈이 꽃필 때》 \| \| 시나리오상 \| 김하림 \| 《쥐띠 부인》 \| \| 촬영상 \| 유영길 \| 《며느리》 \| \| 조명상 \| 김동호 \| 《쥐띠 부인》 \| \| 편집상 \| 유재원 \| 《0시》 \| \| 미술상 \| 박석인 \| 《의사 안중근》 \| \| 녹음상 \| 김병수 \| 《석화촌》 \| \| 음악상 \| 한상기 \| 《석화촌》 \| \| 신인상 \| 전영 \| 《불장난》 \| \| 특별상 \| 한국천연색현상소 \| \| \| 특별장려상 \| 연방영화 \| 《잃어버린 사람들》 \| \| 문화영화장려상 \| 한국교육영화 \| 《내 고장의 새마을 운동》 \| \| 문화영화특별상 \| 국립영화제작소 \| 《두메 학교》 \| \| 장려상 \| 우진필름 태창영화 \| 《작은 꿈이 꽃필 때》 《0시》 \| \| 우수외화상 \| 남화흥업 \| 《팻튼전차군단》 \| |                   |                               |
| 부문 | 수상자            | 작품                          |
| 최우수작품상 | 연방영화          | 《의사 안중근》               |
| 건전작품상 |                   | 《쥐띠 부인》                 |
| 문화영화작품상 | 우리문화영화      | 《한국의 새》                 |
| 우수반공영화상 | 안양영화          | 《평양 폭격대》               |
| 감독상 | 신상옥            | 《평양 폭격대》               |
| 남우주연상 | 황해              | 《평양 폭격대》               |
| 여우주연상 | 고은아            | 《며느리》                    |
| 남우조연상 | 김희갑            | 《작은 꿈이 꽃필 때》         |
| 여우조연상 | 도금봉            | 《작은 꿈이 꽃필 때》         |
| 시나리오상 | 김하림            | 《쥐띠 부인》                 |
| 촬영상 | 유영길            | 《며느리》                    |
| 조명상 | 김동호            | 《쥐띠 부인》                 |
| 편집상 | 유재원            | 《0시》                       |
| 미술상 | 박석인            | 《의사 안중근》               |
| 녹음상 | 김병수            | 《석화촌》                    |
| 음악상 | 한상기            | 《석화촌》                    |
| 신인상 | 전영              | 《불장난》                    |
| 특별상 | 한국천연색현상소  |                               |
| 특별장려상 | 연방영화          | 《잃어버린 사람들》           |
| 문화영화장려상 | 한국교육영화      | 《내 고장의 새마을 운동》     |
| 문화영화특별상 | 국립영화제작소    | 《두메 학교》                 |
| 장려상 | 우진필름 태창영화 | 《작은 꿈이 꽃필 때》 《0시》 |
| 우수외화상 | 남화흥업          | 《팻튼전차군단》              |

| \| 부문 \| 수상자 \| 작품 \| \| -------------- \| -------------------------------- \| --------------------------------- \| \| 최우수작품상 \| 합동영화 \| 《홍의 장군》 \| \| 우수작품상 \| 우성사 \| 《비련의 벙어리 삼룡》 \| \| 문화영화작품상 \| 세종문화 \| 《양송이》 \| \| 우수반공영화상 \| 한진흥업 \| 《특별수사본부와 기생 김소산》 \| \| 감독상 \| 최훈 \| 《수선화》 \| \| 남우주연상 \| 남궁원 \| 《다정다한》 \| \| 여우주연상 \| 윤연경 \| 《비련의 벙어리 삼룡》 \| \| 남우조연상 \| 박암 \| 《열궁녀》 \| \| 여우조연상 \| 최인숙 \| 《비련의 벙어리 삼룡》 \| \| 시나리오상 \| 신봉승 \| 《수선화》 \| \| 촬영상 \| 안창복 \| 《비련의 벙어리 삼룡》 \| \| 조명상 \| 이현우 \| 《비련의 벙어리 삼룡》 \| \| 편집상 \| 이경자 \| 《수선화》 \| \| 미술상 \| 이봉선 \| 《비련의 벙어리 삼룡》 \| \| 녹음상 \| 유창극 \| 《수선화》 \| \| 음악상 \| 전정근 \| 《비련의 벙어리 삼룡》 \| \| 신인상 \| 윤미라 \| 《처녀 사공》 \| \| 특별상 \| 국립영화제작소 동아흥행 국도극장 \| 《판문점》 《처녀 사공》 《공로》 \| \| 우수외화상 \| 국제영화 \| 《귀향》 \| |                                  |                                   |
| 부문 | 수상자                           | 작품                              |
| 최우수작품상 | 합동영화                         | 《홍의 장군》                     |
| 우수작품상 | 우성사                           | 《비련의 벙어리 삼룡》            |
| 문화영화작품상 | 세종문화                         | 《양송이》                        |
| 우수반공영화상 | 한진흥업                         | 《특별수사본부와 기생 김소산》    |
| 감독상 | 최훈                             | 《수선화》                        |
| 남우주연상 | 남궁원                           | 《다정다한》                      |
| 여우주연상 | 윤연경                           | 《비련의 벙어리 삼룡》            |
| 남우조연상 | 박암                             | 《열궁녀》                        |
| 여우조연상 | 최인숙                           | 《비련의 벙어리 삼룡》            |
| 시나리오상 | 신봉승                           | 《수선화》                        |
| 촬영상 | 안창복                           | 《비련의 벙어리 삼룡》            |
| 조명상 | 이현우                           | 《비련의 벙어리 삼룡》            |
| 편집상 | 이경자                           | 《수선화》                        |
| 미술상 | 이봉선                           | 《비련의 벙어리 삼룡》            |
| 녹음상 | 유창극                           | 《수선화》                        |
| 음악상 | 전정근                           | 《비련의 벙어리 삼룡》            |
| 신인상 | 윤미라                           | 《처녀 사공》                     |
| 특별상 | 국립영화제작소 동아흥행 국도극장 | 《판문점》 《처녀 사공》 《공로》 |
| 우수외화상 | 국제영화                         | 《귀향》                          |

| \| 부문 \| 수상자 \| 작품 \| \| -------------- \| ----------------------------------------------------------------------------------------------------------------------------------------- \| -------------------- \| \| 최우수작품상 \| 우성사 \| 《토지》 \| \| 우수작품상 \| 합동영화 \| 《이중섭》 \| \| 문화영화작품상 \| 남양교육 \| 《돌하루방》 \| \| 우수반공영화상 \| 한진흥업 \| 《국회 프락치 사건》 \| \| 감독상 \| 김수용 \| 《토지》 \| \| 남우주연상 \| 박근형 \| 《이중섭》 \| \| 여우주연상 \| 김지미 \| 《토지》 \| \| 남우조연상 \| 허장강 \| 《꽃상여》 \| \| 여우조연상 \| 도금봉 \| 《토지》 \| \| 시나리오상 \| 오재호 \| 《야녀》 \| \| 촬영상 \| 정일성 \| 《국회 프락치 사건》 \| \| 조명상 \| 김연 \| 《국회 프락치 사건》 \| \| 편집상 \| 현동춘 \| 《진아의 편지》 \| \| 미술상 \| 이봉선 \| 《야녀》 \| \| 녹음상 \| 한양스튜디오 \| 《토지》 \| \| 음악상 \| 정민섭 \| 《이중섭》 \| \| 신인상 \| 이장호 \| 《별들의 고향》 \| \| 특별상 \| 《산업선》-국립영화제작소 《증언》-임권택(연출), 김창숙(연기),서정민(기술), 《울지 않으리》이승현(아역) 공연장-국도극장 영화인양성-김용택 \| \| \| 우수외화상 \| 화천공사 \| 《나타샤》 \| | |                      |
| 부문 | 수상자 | 작품                 |
| 최우수작품상 | 우성사 | 《토지》             |
| 우수작품상 | 합동영화 | 《이중섭》           |
| 문화영화작품상 | 남양교육 | 《돌하루방》         |
| 우수반공영화상 | 한진흥업 | 《국회 프락치 사건》 |
| 감독상 | 김수용 | 《토지》             |
| 남우주연상 | 박근형 | 《이중섭》           |
| 여우주연상 | 김지미 | 《토지》             |
| 남우조연상 | 허장강 | 《꽃상여》           |
| 여우조연상 | 도금봉 | 《토지》             |
| 시나리오상 | 오재호 | 《야녀》             |
| 촬영상 | 정일성 | 《국회 프락치 사건》 |
| 조명상 | 김연 | 《국회 프락치 사건》 |
| 편집상 | 현동춘 | 《진아의 편지》      |
| 미술상 | 이봉선 | 《야녀》             |
| 녹음상 | 한양스튜디오 | 《토지》             |
| 음악상 | 정민섭 | 《이중섭》           |
| 신인상 | 이장호 | 《별들의 고향》      |
| 특별상 | 《산업선》-국립영화제작소 《증언》-임권택(연출), 김창숙(연기),서정민(기술), 《울지 않으리》이승현(아역) 공연장-국도극장 영화인양성-김용택 |                      |
| 우수외화상 | 화천공사 | 《나타샤》           |

| \| 부문 \| 수상자 \| 작품 \| \| -------------- \| ------------- \| -------------------------------- \| \| 최우수작품상 \| 남아진흥 \| 《불꽃》 \| \| 우수작품상 \| 연방영화 \| 《삼포 가는 길》 \| \| 문화영화작품상 \| 유푸로덕숀 \| 《위험한 행복》 \| \| 우수반공영화상 \| 태창흥업 \| 《탈출》 \| \| 감독상 \| 이만희 \| 《삼포 가는 길》 \| \| 남우주연상 \| 하명중 \| 《불꽃》 \| \| 여우주연상 \| 김지미 \| 《육체의 약속》 \| \| 남우조연상 \| 김진규 \| 《삼포 가는 길》 \| \| 여우조연상 \| 박정자 \| 《육체의 약속》 \| \| 시나리오상 \| 유동훈 \| 《마지막 포옹》 \| \| 촬영상 \| 김덕진 \| 《삼포 가는 길》 \| \| 조명상 \| 손영철 \| 《불꽃》 \| \| 편집상 \| 장현수 \| 《삼포 가는 길》 \| \| 미술상 \| 김유준 \| 《불꽃》 \| \| 녹음상 \| 이재웅 \| 《육체의 약속》 \| \| 음악상 \| 최창권 \| 《삼포 가는 길》 \| \| 신인상 \| 문숙 \| 《삼포 가는 길》 \| \| 특별공로상 \| 허장강 \| \| \| 특별장려상 \| 이영호 임예진 \| 《어제 내린 비》 《여고 졸업반》 \| \| 특별상 \| 김영광 \| 《사이공의 유서》 \| |               |                                  |
| 부문 | 수상자        | 작품                             |
| 최우수작품상 | 남아진흥      | 《불꽃》                         |
| 우수작품상 | 연방영화      | 《삼포 가는 길》                 |
| 문화영화작품상 | 유푸로덕숀    | 《위험한 행복》                  |
| 우수반공영화상 | 태창흥업      | 《탈출》                         |
| 감독상 | 이만희        | 《삼포 가는 길》                 |
| 남우주연상 | 하명중        | 《불꽃》                         |
| 여우주연상 | 김지미        | 《육체의 약속》                  |
| 남우조연상 | 김진규        | 《삼포 가는 길》                 |
| 여우조연상 | 박정자        | 《육체의 약속》                  |
| 시나리오상 | 유동훈        | 《마지막 포옹》                  |
| 촬영상 | 김덕진        | 《삼포 가는 길》                 |
| 조명상 | 손영철        | 《불꽃》                         |
| 편집상 | 장현수        | 《삼포 가는 길》                 |
| 미술상 | 김유준        | 《불꽃》                         |
| 녹음상 | 이재웅        | 《육체의 약속》                  |
| 음악상 | 최창권        | 《삼포 가는 길》                 |
| 신인상 | 문숙          | 《삼포 가는 길》                 |
| 특별공로상 | 허장강        |                                  |
| 특별장려상 | 이영호 임예진 | 《어제 내린 비》 《여고 졸업반》 |
| 특별상 | 김영광        | 《사이공의 유서》                |

| \| 부문 \| 수상자 \| 작품 \| \| -------------- \| -------------- \| ------------------------ \| \| 최우수작품상 \| 합동영화 \| 《어머니》 \| \| 우수작품상 \| 세경흥업 \| 《원산공작》 \| \| 문화영화작품상 \| 유푸로덕숀 \| 《빼앗긴 욕망》 \| \| 우수반공영화상 \| 세경흥업 \| 《돌아온 팔도강산》 \| \| 감독상 \| 설태호 \| 《원산공작》 \| \| 남우주연상 \| 신일룡 \| 《아라비아의 일몽》 \| \| 여우주연상 \| 최민희 \| 《빗속의 연인들》 \| \| 남우조연상 \| 장동휘 \| 《어머니》 \| \| 여우조연상 \| 태현실 \| 《원산공작》 \| \| 시나리오상 \| 서윤성 \| 《원산공작》 \| \| 촬영상 \| 정광석 \| 《보통 여자》 \| \| 조명상 \| 장기종 \| 《빗속의 연인들》 \| \| 편집상 \| 김창순 \| 《원산공작》 \| \| 미술상 \| 김성배 \| 《혈육애》 \| \| 녹음상 \| 한양스튜디오 \| 《우리에게...》 \| \| 음악상 \| 황문평 \| 《우리에게 내일은 있다》 \| \| 신인상 \| 한유정 \| 《우리에게 내일은 있다》 \| \| 특별상 \| 국립영화제작소 \| 《철새》 \| |                |                          |
| 부문 | 수상자         | 작품                     |
| 최우수작품상 | 합동영화       | 《어머니》               |
| 우수작품상 | 세경흥업       | 《원산공작》             |
| 문화영화작품상 | 유푸로덕숀     | 《빼앗긴 욕망》          |
| 우수반공영화상 | 세경흥업       | 《돌아온 팔도강산》      |
| 감독상 | 설태호         | 《원산공작》             |
| 남우주연상 | 신일룡         | 《아라비아의 일몽》      |
| 여우주연상 | 최민희         | 《빗속의 연인들》        |
| 남우조연상 | 장동휘         | 《어머니》               |
| 여우조연상 | 태현실         | 《원산공작》             |
| 시나리오상 | 서윤성         | 《원산공작》             |
| 촬영상 | 정광석         | 《보통 여자》            |
| 조명상 | 장기종         | 《빗속의 연인들》        |
| 편집상 | 김창순         | 《원산공작》             |
| 미술상 | 김성배         | 《혈육애》               |
| 녹음상 | 한양스튜디오   | 《우리에게...》          |
| 음악상 | 황문평         | 《우리에게 내일은 있다》 |
| 신인상 | 한유정         | 《우리에게 내일은 있다》 |
| 특별상 | 국립영화제작소 | 《철새》                 |

| \| 부문 \| 수상자 \| 작품 \| \| -------------------- \| -------------------------------- \| ---------------- \| \| 최우수작품상 \| 한진흥업 \| 《난중일기》 \| \| 우수작품상 \| 우성사 \| 《집념》 \| \| 문화영화작품상 \| 중앙영화 \| 《행복의 증서》 \| \| 우수반공영화상 \| 세경흥업 \| 《캐논청진공작》 \| \| 감독상 \| 최인현 \| 《집념》 \| \| 남우주연상 \| 김진규 \| 《난중일기》 \| \| 여우주연상 \| 윤미라 \| 《고가》 \| \| 남우조연상 \| 윤일봉 \| 《초분》 \| \| 여우조연상 \| 선우용여 \| 《산불》 \| \| 시나리오상 \| 이은성 \| 《집념》 \| \| 촬영상 \| 장석준 \| 《집념》 \| \| 조명상 \| 서병수 \| 《문》 \| \| 편집상 \| 김희수 \| 《집념》 \| \| 미술상 \| 조경환 \| 《난중일기》 \| \| 녹음상 \| 김성찬 \| 《난중일기》 \| \| 음악상 \| 최창권 \| 《문》 \| \| 신인남우상 \| 김기만 \| 《고가》 \| \| 신인여우상 \| 김영란 \| 《처녀의 성》 \| \| 특별상(아역부문) \| 홍정현,박희준,진효진,천은아,차훈 \| 《가위바위보》 \| \| 특별상(특수효과부문) \| 이문걸 \| \| \| 특별상(문화영화부문) \| 국립영화제작소 \| 《한국의 건축》 \| |                                  |                  |
| 부문 | 수상자                           | 작품             |
| 최우수작품상 | 한진흥업                         | 《난중일기》     |
| 우수작품상 | 우성사                           | 《집념》         |
| 문화영화작품상 | 중앙영화                         | 《행복의 증서》  |
| 우수반공영화상 | 세경흥업                         | 《캐논청진공작》 |
| 감독상 | 최인현                           | 《집념》         |
| 남우주연상 | 김진규                           | 《난중일기》     |
| 여우주연상 | 윤미라                           | 《고가》         |
| 남우조연상 | 윤일봉                           | 《초분》         |
| 여우조연상 | 선우용여                         | 《산불》         |
| 시나리오상 | 이은성                           | 《집념》         |
| 촬영상 | 장석준                           | 《집념》         |
| 조명상 | 서병수                           | 《문》           |
| 편집상 | 김희수                           | 《집념》         |
| 미술상 | 조경환                           | 《난중일기》     |
| 녹음상 | 김성찬                           | 《난중일기》     |
| 음악상 | 최창권                           | 《문》           |
| 신인남우상 | 김기만                           | 《고가》         |
| 신인여우상 | 김영란                           | 《처녀의 성》    |
| 특별상(아역부문) | 홍정현,박희준,진효진,천은아,차훈 | 《가위바위보》   |
| 특별상(특수효과부문) | 이문걸                           |                  |
| 특별상(문화영화부문) | 국립영화제작소                   | 《한국의 건축》  |

| \| 부문 \| 수상자 \| 작품 \| \| ---------------- \| ------------- \| -------------------------------------------- \| \| 최우수작품상 \| 합동영화 \| 《경찰관》 \| \| 우수작품상 \| 화천공사 \| 《족보》 \| \| 문화영화작품상 \| 중앙영화 \| 《국립공원 지리산》 \| \| 우수반공영화상 \| 삼영필름 \| 《슬픔은 저 별들에게도》 \| \| 감독상 \| 임권택 \| 《족보》 \| \| 남우주연상 \| 하명중 \| 《족보》 \| \| 여우주연상 \| 고은아 \| 《과부》 \| \| 남우조연상 \| 최불암 \| 《세종대왕》 \| \| 여우조연상 \| 문정숙 \| 《경찰관》 \| \| 시나리오상 \| 김용진 \| 《사랑의 뿌리》 \| \| 촬영상 \| 정일성 \| 《과부》 \| \| 조명상 \| 차정남 \| 《망명의 늪》 \| \| 편집상 \| 이경자 \| 《호국팔만대장경》 \| \| 미술상 \| 조경환 \| 《호국팔만대장경》 \| \| 녹음상 \| 손인호 \| 《과부》 \| \| 음악상 \| 강석희 \| 《망명의 늪》 \| \| 신인남우상 \| 한지일 \| 《경찰관》 \| \| 신인여우상 \| 김보연 \| 《제갈맹순이》 \| \| 특별상(아역부문) \| 강경완 김진우 \| 《슬픔은 저 별들에게도》 《율곡과 신사임당》 \| |               |                                              |
| 부문 | 수상자        | 작품                                         |
| 최우수작품상 | 합동영화      | 《경찰관》                                   |
| 우수작품상 | 화천공사      | 《족보》                                     |
| 문화영화작품상 | 중앙영화      | 《국립공원 지리산》                          |
| 우수반공영화상 | 삼영필름      | 《슬픔은 저 별들에게도》                     |
| 감독상 | 임권택        | 《족보》                                     |
| 남우주연상 | 하명중        | 《족보》                                     |
| 여우주연상 | 고은아        | 《과부》                                     |
| 남우조연상 | 최불암        | 《세종대왕》                                 |
| 여우조연상 | 문정숙        | 《경찰관》                                   |
| 시나리오상 | 김용진        | 《사랑의 뿌리》                              |
| 촬영상 | 정일성        | 《과부》                                     |
| 조명상 | 차정남        | 《망명의 늪》                                |
| 편집상 | 이경자        | 《호국팔만대장경》                           |
| 미술상 | 조경환        | 《호국팔만대장경》                           |
| 녹음상 | 손인호        | 《과부》                                     |
| 음악상 | 강석희        | 《망명의 늪》                                |
| 신인남우상 | 한지일        | 《경찰관》                                   |
| 신인여우상 | 김보연        | 《제갈맹순이》                               |
| 특별상(아역부문) | 강경완 김진우 | 《슬픔은 저 별들에게도》 《율곡과 신사임당》 |

| \| 부문 \| 수상자 \| 작품 \| \| -------------------- \| ------------- \| -------------------------------------- \| \| 최우수작품상 \| 화천공사 \| 《깃발 없는 기수》 \| \| 우수작품상 \| 남아진흥 \| 《장마》 \| \| 우수반공영화상 \| 합동영화 \| 《지옥의 49일》 \| \| 감독상 \| 정진우 \| 《심봤다》 \| \| 남우주연상 \| 최불암 \| 《달려라 만석아》 \| \| 여우주연상 \| 유지인 \| 《심봤다》 \| \| 남우조연상 \| 황해 \| 《심봤다》 \| \| 여우조연상 \| 정애란 \| 《을화》 \| \| 시나리오상 \| 이문웅 \| 《지옥의 49일》 \| \| 촬영상 \| 유영길 \| 《장마》 \| \| 조명상 \| 최입춘 \| 《심봤다》 \| \| 편집상 \| 김희수 \| 《터질 듯한 이 가슴》 \| \| 미술상 \| 김유준 \| 《깃발 없는 기수》 \| \| 녹음상 \| 김병수 \| 《심봤다》 \| \| 음악상 \| 정민섭 \| 《돛대도 아니 달고》 \| \| 신인남우상 \| 이영주 \| 《누가 이 아픔을》 \| \| 신인여우상 \| 원미경 \| 《청춘의 덫》 \| \| 특별상(우수아동영화) \| 태창흥업 \| 《달려라 만석아》 \| \| 특별상(아역) \| 정용식 이경태 \| 《달려라 만석아》 《돛대도 아니 달고》 \| |               |                                        |
| 부문 | 수상자        | 작품                                   |
| 최우수작품상 | 화천공사      | 《깃발 없는 기수》                     |
| 우수작품상 | 남아진흥      | 《장마》                               |
| 우수반공영화상 | 합동영화      | 《지옥의 49일》                        |
| 감독상 | 정진우        | 《심봤다》                             |
| 남우주연상 | 최불암        | 《달려라 만석아》                      |
| 여우주연상 | 유지인        | 《심봤다》                             |
| 남우조연상 | 황해          | 《심봤다》                             |
| 여우조연상 | 정애란        | 《을화》                               |
| 시나리오상 | 이문웅        | 《지옥의 49일》                        |
| 촬영상 | 유영길        | 《장마》                               |
| 조명상 | 최입춘        | 《심봤다》                             |
| 편집상 | 김희수        | 《터질 듯한 이 가슴》                  |
| 미술상 | 김유준        | 《깃발 없는 기수》                     |
| 녹음상 | 김병수        | 《심봤다》                             |
| 음악상 | 정민섭        | 《돛대도 아니 달고》                   |
| 신인남우상 | 이영주        | 《누가 이 아픔을》                     |
| 신인여우상 | 원미경        | 《청춘의 덫》                          |
| 특별상(우수아동영화) | 태창흥업      | 《달려라 만석아》                      |
| 특별상(아역) | 정용식 이경태 | 《달려라 만석아》 《돛대도 아니 달고》 |

## 1980년대
| \| 부문 \| 수상자 \| 작품 \| \| -------------- \| -------------- \| ------------------------ \| \| 최우수작품상 \| 합동영화 \| 《사람의 아들》 \| \| 우수작품상 \| 우진필림 \| 《뻐꾸기도 밤에 우는가》 \| \| 우수반공영화상 \| 삼영필림 \| 《짝코》 \| \| 감독상 \| 이장호 \| 《바람 불어 좋은 날》 \| \| 남우주연상 \| 이대근 \| 《뻐꾸기도 밤에 우는가》 \| \| 여우주연상 \| 정윤희 \| 《뻐꾸기도 밤에 우는가》 \| \| 남우조연상 \| 박암 \| 《땅울림》 \| \| 여우조연상 \| 김신재 \| 《뻐꾸기도 밤에 우는가》 \| \| 각본상 \| 최석규, 이희우 \| 《메아리》 \| \| 각색상 \| 송길한 \| 《짝코》 \| \| 촬영상 \| 정운교 \| 《뻐꾸기도 밤에 우는가》 \| \| 조명상 \| 이민부 \| 《뻐꾸기도 밤에 우는가》 \| \| 편집상 \| 김희수 \| 《바람 불어 좋은 날》 \| \| 미술상 \| 도용우 \| 《뻐꾸기도 밤에 우는가》 \| \| 녹음상 \| 김병수 \| 《뻐꾸기도 밤에 우는가》 \| \| 음악상 \| 한상기 \| 《뻐꾸기도 밤에 우는가》 \| \| 신인남우상 \| 안성기 \| 《바람 불어 좋은 날》 \| \| 신인여우상 \| 금보라 \| 《물보라》 \| \| 특별상(연기) \| 최남현 \| \| \| 특별상(공로) \| 장석준 \| \| \| 문화영화감독상 \| 임상용 \| 《국립공원 한라산》 \| \| 문화영화촬영상 \| 장석준 \| 《국립공원 한라산》 \| \| 문화영화편집상 \| 장석준 \| 《국립공원 한라산》 \| |                |                          |
| 부문 | 수상자         | 작품                     |
| 최우수작품상 | 합동영화       | 《사람의 아들》          |
| 우수작품상 | 우진필림       | 《뻐꾸기도 밤에 우는가》 |
| 우수반공영화상 | 삼영필림       | 《짝코》                 |
| 감독상 | 이장호         | 《바람 불어 좋은 날》    |
| 남우주연상 | 이대근         | 《뻐꾸기도 밤에 우는가》 |
| 여우주연상 | 정윤희         | 《뻐꾸기도 밤에 우는가》 |
| 남우조연상 | 박암           | 《땅울림》               |
| 여우조연상 | 김신재         | 《뻐꾸기도 밤에 우는가》 |
| 각본상 | 최석규, 이희우 | 《메아리》               |
| 각색상 | 송길한         | 《짝코》                 |
| 촬영상 | 정운교         | 《뻐꾸기도 밤에 우는가》 |
| 조명상 | 이민부         | 《뻐꾸기도 밤에 우는가》 |
| 편집상 | 김희수         | 《바람 불어 좋은 날》    |
| 미술상 | 도용우         | 《뻐꾸기도 밤에 우는가》 |
| 녹음상 | 김병수         | 《뻐꾸기도 밤에 우는가》 |
| 음악상 | 한상기         | 《뻐꾸기도 밤에 우는가》 |
| 신인남우상 | 안성기         | 《바람 불어 좋은 날》    |
| 신인여우상 | 금보라         | 《물보라》               |
| 특별상(연기) | 최남현         |                          |
| 특별상(공로) | 장석준         |                          |
| 문화영화감독상 | 임상용         | 《국립공원 한라산》      |
| 문화영화촬영상 | 장석준         | 《국립공원 한라산》      |
| 문화영화편집상 | 장석준         | 《국립공원 한라산》      |

| \| 부문 \| 수상자 \| 작품 \| \| ---------------- \| -------------- \| ---------------------------------------------- \| \| 최우수작품상 \| 동아흥행 \| 《초대받은 사람들》 \| \| 우수작품상 \| 화천공사 \| 《만다라》 \| \| 최우수문화영화상 \| 중앙 \| 《열반의 세계》 \| \| 우수문화영화상 \| 세종문화 \| 《강화》 \| \| 반공영화특별상 \| 삼영필림 \| 《짝코》 \| \| 감독상 \| 임권택 \| 《만다라》 \| \| 남우주연상 \| 남궁원 \| 《피막》 \| \| 여우주연상 \| 정윤희 \| 《앵무새 몸으로 울었다》 \| \| 남우조연상 \| 전무송 \| 《만다라》 \| \| 여우조연상 \| 김형자 \| 《앵무새 몸으로 울었다》 \| \| 각본상 \| 김강윤, 김성화 \| 《앵무새 몸으로 울었다》 \| \| 각색상 \| 이상현, 송길한 \| 《만다라》 \| \| 촬영상 \| 손현채 \| 《앵무새 몸으로 울었다》 \| \| 조명상 \| 차정남 \| 《만다라》 \| \| 편집상 \| 이도원 \| 《만다라》 \| \| 미술상 \| 송백규 \| 《초대받은 사람들》 \| \| 녹음상 \| 이재웅 \| 《앵무새 몸으로 울었다》 \| \| 음악상 \| 최창권 \| 《초대받은 사람들》 \| \| 신인남우상 \| 전무송 \| 《만다라》 \| \| 신인여우상 \| 명정옥 \| 《하늘나라 엄마별이》 \| \| 특별상(연기) \| 우연정, 김지영 \| 《그대 앞에 다시 서리라》, 《초대받은 사람들》 \| |                |                                                |
| 부문 | 수상자         | 작품                                           |
| 최우수작품상 | 동아흥행       | 《초대받은 사람들》                            |
| 우수작품상 | 화천공사       | 《만다라》                                     |
| 최우수문화영화상 | 중앙           | 《열반의 세계》                                |
| 우수문화영화상 | 세종문화       | 《강화》                                       |
| 반공영화특별상 | 삼영필림       | 《짝코》                                       |
| 감독상 | 임권택         | 《만다라》                                     |
| 남우주연상 | 남궁원         | 《피막》                                       |
| 여우주연상 | 정윤희         | 《앵무새 몸으로 울었다》                       |
| 남우조연상 | 전무송         | 《만다라》                                     |
| 여우조연상 | 김형자         | 《앵무새 몸으로 울었다》                       |
| 각본상 | 김강윤, 김성화 | 《앵무새 몸으로 울었다》                       |
| 각색상 | 이상현, 송길한 | 《만다라》                                     |
| 촬영상 | 손현채         | 《앵무새 몸으로 울었다》                       |
| 조명상 | 차정남         | 《만다라》                                     |
| 편집상 | 이도원         | 《만다라》                                     |
| 미술상 | 송백규         | 《초대받은 사람들》                            |
| 녹음상 | 이재웅         | 《앵무새 몸으로 울었다》                       |
| 음악상 | 최창권         | 《초대받은 사람들》                            |
| 신인남우상 | 전무송         | 《만다라》                                     |
| 신인여우상 | 명정옥         | 《하늘나라 엄마별이》                          |
| 특별상(연기) | 우연정, 김지영 | 《그대 앞에 다시 서리라》, 《초대받은 사람들》 |

| \| 부문 \| 수상자 \| 작품 \| \| --------------------- \| ------------------------------------------------ \| ------------------------ \| \| 최우수작품상 \| 화천공사 \| 《낮은 대로 임하소서》 \| \| 최우수문화영화상 \| 중앙영화 \| 《전통도예》 \| \| 우수문화영화상 \| 삼진영화 \| 《과학하는 마음》 \| \| 우수반공영화상 \| 우진필름 \| 《아벤고 공수군단》 \| \| 계몽부문작품상 \| 한진흥업 \| 《철인들》 \| \| 안보부문작품상 \| 우진필름 \| 《아벤고 공수군단》 \| \| 문예부문작품상 \| 화천공사 \| 《낮은 대로 임하소서》 \| \| 감독상 \| 이장호 \| 《낮은 대로 임하소서》 \| \| 남우주연상 \| 안성기 \| 《철인들》 \| \| 여우주연상 \| 김보연 \| 《꼬방동네 사람들》 \| \| 남우조연상 \| 김희라 \| 《꼬방동네 사람들》 \| \| 각본상 \| 김지헌 \| 《만추》 \| \| 촬영상 \| 정일성 \| 《만추》 \| \| 조명상 \| 이억만 \| 《철인들》 \| \| 편집상 \| 김희수 \| 《철인들》 \| \| 미술상 \| 김유준 \| 《낮은 대로 임하소서》 \| \| 녹음상 \| 이재웅 \| 《아벤고 공수군단》 \| \| 음악상 \| 정윤주 \| 《삐에로와 국화》 \| \| 특별상 각색부문 \| 나한봉 \| 《오염된 자식들》 \| \| 특별상 신인부문(감독) \| 배창호 \| 《꼬방동네 사람들》 \| \| 특별상 신인부문(연기) \| 나영희 \| 《백구야 훨훨 날지마라》 \| \| 특별상 음향효과부문 \| 김경일 \| 《아벤고 공수군단》 \| \| 특별상 주제가창부문 \| 윤복희 \| 《낮은 대로 임하소서》 \| \| 특별상 문화감독부문 \| 권순재 \| 《전통도예》 \| \| 특별상 문화촬영부문 \| 장석준 \| 《전통도예》 \| \| 특별상 문화편집부문 \| 권순재 \| 《전통도예》 \| \| 특별상 공로부문 \| 김소동,김학성,임운학,이창근,석금성,최금동,김대진 \| \| |                                                  |                          |
| 부문 | 수상자                                           | 작품                     |
| 최우수작품상 | 화천공사                                         | 《낮은 대로 임하소서》   |
| 최우수문화영화상 | 중앙영화                                         | 《전통도예》             |
| 우수문화영화상 | 삼진영화                                         | 《과학하는 마음》        |
| 우수반공영화상 | 우진필름                                         | 《아벤고 공수군단》      |
| 계몽부문작품상 | 한진흥업                                         | 《철인들》               |
| 안보부문작품상 | 우진필름                                         | 《아벤고 공수군단》      |
| 문예부문작품상 | 화천공사                                         | 《낮은 대로 임하소서》   |
| 감독상 | 이장호                                           | 《낮은 대로 임하소서》   |
| 남우주연상 | 안성기                                           | 《철인들》               |
| 여우주연상 | 김보연                                           | 《꼬방동네 사람들》      |
| 남우조연상 | 김희라                                           | 《꼬방동네 사람들》      |
| 각본상 | 김지헌                                           | 《만추》                 |
| 촬영상 | 정일성                                           | 《만추》                 |
| 조명상 | 이억만                                           | 《철인들》               |
| 편집상 | 김희수                                           | 《철인들》               |
| 미술상 | 김유준                                           | 《낮은 대로 임하소서》   |
| 녹음상 | 이재웅                                           | 《아벤고 공수군단》      |
| 음악상 | 정윤주                                           | 《삐에로와 국화》        |
| 특별상 각색부문 | 나한봉                                           | 《오염된 자식들》        |
| 특별상 신인부문(감독) | 배창호                                           | 《꼬방동네 사람들》      |
| 특별상 신인부문(연기) | 나영희                                           | 《백구야 훨훨 날지마라》 |
| 특별상 음향효과부문 | 김경일                                           | 《아벤고 공수군단》      |
| 특별상 주제가창부문 | 윤복희                                           | 《낮은 대로 임하소서》   |
| 특별상 문화감독부문 | 권순재                                           | 《전통도예》             |
| 특별상 문화촬영부문 | 장석준                                           | 《전통도예》             |
| 특별상 문화편집부문 | 권순재                                           | 《전통도예》             |
| 특별상 공로부문 | 김소동,김학성,임운학,이창근,석금성,최금동,김대진 |                          |

| \| 부문 \| 수상자 \| 작품 \| \| --------------------- \| -------------------------- \| ----------------------------- \| \| 최우수작품상 \| 한림 \| 《여인 잔혹사 물레야 물레야》 \| \| 최우수문화영화상 \| 중앙영화 \| 《전통다도》 \| \| 우수문화영화상 \| 신영필림 \| 《밀물과 썰물》 \| \| 반공영화상 \| 우진필름 \| 《내가 마지막 본 흥남》 \| \| 계몽부문작품상 \| 현진 \| 《일송정 푸른 솔은》 \| \| 감독상 \| 이두용 \| 《여인 잔혹사 물레야 물레야》 \| \| 남우주연상 \| 안성기 \| 《안개마을》 \| \| 여우주연상 \| 장미희 \| 《적도의 꽃》 \| \| 남우조연상 \| 김희라 \| 《불의 딸》 \| \| 여우조연상 \| 고두심 \| 《질투》 \| \| 각본상 \| 임충 \| 《여인 잔혹사 물레야 물레야》 \| \| 촬영상 \| 정일성 \| 《안개마을》 \| \| 조명상 \| 차정남 \| 《여인 잔혹사 물레야 물레야》 \| \| 편집상 \| 이경자 \| 《여인 잔혹사 물레야 물레야》 \| \| 미술상 \| 조경환 \| 《일송정 푸른 솔은》 \| \| 녹음상 \| 이재웅 \| 《여인 잔혹사 물레야 물레야》 \| \| 음악상 \| 이정구 \| 《바보 선언》 \| \| 특별상 각색부문 \| 송길한 \| 《불의 딸》 \| \| 특별상 신인부문(감독) \| 하명중 \| 《X》 \| \| 특별상 신인부문(연기) \| 이보희 \| 《일송정 푸른 솔은》 \| \| 특별상 문화감독부문 \| 양영화 \| 《전통다도》 \| \| 특별상 문화촬영부문 \| 정선민 \| 《밀물과 썰물》 \| \| 특별상 문화편집부문 \| 권순재 \| 《전통다도》 \| \| 특별상 공로부문 \| 고해진(조명), 이경순(녹음) \| \| |                            |                               |
| 부문 | 수상자                     | 작품                          |
| 최우수작품상 | 한림                       | 《여인 잔혹사 물레야 물레야》 |
| 최우수문화영화상 | 중앙영화                   | 《전통다도》                  |
| 우수문화영화상 | 신영필림                   | 《밀물과 썰물》               |
| 반공영화상 | 우진필름                   | 《내가 마지막 본 흥남》       |
| 계몽부문작품상 | 현진                       | 《일송정 푸른 솔은》          |
| 감독상 | 이두용                     | 《여인 잔혹사 물레야 물레야》 |
| 남우주연상 | 안성기                     | 《안개마을》                  |
| 여우주연상 | 장미희                     | 《적도의 꽃》                 |
| 남우조연상 | 김희라                     | 《불의 딸》                   |
| 여우조연상 | 고두심                     | 《질투》                      |
| 각본상 | 임충                       | 《여인 잔혹사 물레야 물레야》 |
| 촬영상 | 정일성                     | 《안개마을》                  |
| 조명상 | 차정남                     | 《여인 잔혹사 물레야 물레야》 |
| 편집상 | 이경자                     | 《여인 잔혹사 물레야 물레야》 |
| 미술상 | 조경환                     | 《일송정 푸른 솔은》          |
| 녹음상 | 이재웅                     | 《여인 잔혹사 물레야 물레야》 |
| 음악상 | 이정구                     | 《바보 선언》                 |
| 특별상 각색부문 | 송길한                     | 《불의 딸》                   |
| 특별상 신인부문(감독) | 하명중                     | 《X》                         |
| 특별상 신인부문(연기) | 이보희                     | 《일송정 푸른 솔은》          |
| 특별상 문화감독부문 | 양영화                     | 《전통다도》                  |
| 특별상 문화촬영부문 | 정선민                     | 《밀물과 썰물》               |
| 특별상 문화편집부문 | 권순재                     | 《전통다도》                  |
| 특별상 공로부문 | 고해진(조명), 이경순(녹음) |                               |

| \| 부문 \| 수상자 \| 작품 \| \| --------------------- \| ---------------------- \| ----------------------------- \| \| 최우수작품상 \| 우진필림 \| 《자녀목》 \| \| 반공영화상 \| 한진흥업 \| 《그 여름의 마지막 날》 \| \| 계몽부문작품상 \| 국제영화 \| 《푸른 하늘 은하수》 \| \| 감독상 \| 정진우 \| 《자녀목》 \| \| 남우주연상 \| 윤일봉 \| 《가고파》 \| \| 여우주연상 \| 이미숙 \| 《그해 겨울은 따뜻했네》 \| \| 남우조연상 \| 김무생 \| 《깊고 깊은 그곳에》 \| \| 여우조연상 \| 박정자 \| 《자녀목》 \| \| 각본상 \| 여수중 \| 《그 여름의 마지막 날》 \| \| 촬영상 \| 정광석 \| 《땡볕》 \| \| 조명상 \| 강광호 \| 《땡볕》 \| \| 편집상 \| 김희수 \| 《그해 겨울은 따뜻했네》 \| \| 미술상 \| 김유준 \| 《사약》 \| \| 녹음상 \| 이영길 \| 《가고파》 \| \| 음악상 \| 김영동 \| 《가고파》 \| \| 특별상 각색부문 \| 이영일, 나한봉 \| 《땡볕》 \| \| 특별상 음향효과부문 \| 김경일 \| 《장남》 \| \| 특별상 신인부문(연기) \| 조용원 김지숙 \| 《땡볕》 《푸른 하늘 은하수》 \| \| 특별상 공로부문 \| 김영창, 강대선, 이성춘 \| \| |                        |                               |
| 부문 | 수상자                 | 작품                          |
| 최우수작품상 | 우진필림               | 《자녀목》                    |
| 반공영화상 | 한진흥업               | 《그 여름의 마지막 날》       |
| 계몽부문작품상 | 국제영화               | 《푸른 하늘 은하수》          |
| 감독상 | 정진우                 | 《자녀목》                    |
| 남우주연상 | 윤일봉                 | 《가고파》                    |
| 여우주연상 | 이미숙                 | 《그해 겨울은 따뜻했네》      |
| 남우조연상 | 김무생                 | 《깊고 깊은 그곳에》          |
| 여우조연상 | 박정자                 | 《자녀목》                    |
| 각본상 | 여수중                 | 《그 여름의 마지막 날》       |
| 촬영상 | 정광석                 | 《땡볕》                      |
| 조명상 | 강광호                 | 《땡볕》                      |
| 편집상 | 김희수                 | 《그해 겨울은 따뜻했네》      |
| 미술상 | 김유준                 | 《사약》                      |
| 녹음상 | 이영길                 | 《가고파》                    |
| 음악상 | 김영동                 | 《가고파》                    |
| 특별상 각색부문 | 이영일, 나한봉         | 《땡볕》                      |
| 특별상 음향효과부문 | 김경일                 | 《장남》                      |
| 특별상 신인부문(연기) | 조용원 김지숙          | 《땡볕》 《푸른 하늘 은하수》 |
| 특별상 공로부문 | 김영창, 강대선, 이성춘 |                               |

| \| 부문 \| 수상자 \| 작품 \| \| --------------------- \| -------------- \| -------------------- \| \| 최우수작품상 \| 황기성사단 \| 《에미》 \| \| 우수작품상 \| 동아수출 \| 《깊고 푸른 밤》 \| \| 반공영화상 \| 화천공사 \| 《길소뜸》 \| \| 감독상 \| 배창호 \| 《깊고 푸른 밤》 \| \| 남우주연상 \| 안성기 \| 《깊고 푸른 밤》 \| \| 여우주연상 \| 김지미 \| 《길소뜸》 \| \| 남우조연상 \| 나기수 \| 《화녀촌》 \| \| 여우조연상 \| 한은진 \| 《오싱》 \| \| 신인감독상 \| 장길수 \| 《밤의 열기 속으로》 \| \| 각본상 \| 최인호 \| 《깊고 푸른 밤》 \| \| 촬영상 \| 정광석 \| 《깊고 푸른 밤》 \| \| 조명상 \| 김강일 \| 《깊고 푸른 밤》 \| \| 편집상 \| 김현 \| 《에미》 \| \| 미술상 \| 김유준 \| 《길소뜸》 \| \| 녹음상 \| 송인호 \| 《오싱》 \| \| 음악상 \| 김정길 \| 《길소뜸》 \| \| 특별상 각색부문 \| 윤삼육 \| 《뽕》 \| \| 특별상 음향효과부문 \| 손효신 \| 《밤의 열기 속으로》 \| \| 특별상 신인부문(연기) \| 전혜성 최현미 \| 《에미》 《화녀촌》 \| \| 특별상 공로부문 \| 최금동, 김대진 \| \| |                |                      |
| 부문 | 수상자         | 작품                 |
| 최우수작품상 | 황기성사단     | 《에미》             |
| 우수작품상 | 동아수출       | 《깊고 푸른 밤》     |
| 반공영화상 | 화천공사       | 《길소뜸》           |
| 감독상 | 배창호         | 《깊고 푸른 밤》     |
| 남우주연상 | 안성기         | 《깊고 푸른 밤》     |
| 여우주연상 | 김지미         | 《길소뜸》           |
| 남우조연상 | 나기수         | 《화녀촌》           |
| 여우조연상 | 한은진         | 《오싱》             |
| 신인감독상 | 장길수         | 《밤의 열기 속으로》 |
| 각본상 | 최인호         | 《깊고 푸른 밤》     |
| 촬영상 | 정광석         | 《깊고 푸른 밤》     |
| 조명상 | 김강일         | 《깊고 푸른 밤》     |
| 편집상 | 김현           | 《에미》             |
| 미술상 | 김유준         | 《길소뜸》           |
| 녹음상 | 송인호         | 《오싱》             |
| 음악상 | 김정길         | 《길소뜸》           |
| 특별상 각색부문 | 윤삼육         | 《뽕》               |
| 특별상 음향효과부문 | 손효신         | 《밤의 열기 속으로》 |
| 특별상 신인부문(연기) | 전혜성 최현미  | 《에미》 《화녀촌》  |
| 특별상 공로부문 | 최금동, 김대진 |                      |

| \| 부문 \| 수상자 \| 작품 \| \| ------------ \| ------------- \| ------------------------------------------- \| \| 최우수작품상 \| 황기성사단 \| 《안개 기둥》 \| \| 감독상 \| 임권택 \| 《티켓》 \| \| 남우주연상 \| 이영하 \| 《안개 기둥》 \| \| 여우주연상 \| 최명길 \| 《안개 기둥》 \| \| 남우조연상 \| 신성일 \| 《달빛 사냥꾼》 \| \| 여우조연상 \| 이혜영 \| 《겨울 나그네》 \| \| 신인감독상 \| 곽지균 신승수 \| 《겨울 나그네》 《달빛 사냥꾼》 \| \| 신인남우상 \| 최재성 강석현 \| 《이장호의 외인구단》 《젊은 밤 후회 없다》 \| \| 신인여우상 \| 전세영 \| 《티켓》 \| \| 기획상 \| 신정식 \| 《티켓》 \| \| 각본상 \| 송길한 \| 《티켓》 \| \| 각색상 \| 지상학 \| 《이장호의 외인구단》 \| \| 촬영상 \| 구중모 \| 《씨받이》 \| \| 조명상 \| 강광호 \| 《씨받이》 \| \| 편집상 \| 현동춘 \| 《이장호의 외인구단》 \| \| 미술상 \| 이명수 \| 《겨울 나그네》 \| \| 녹음상 \| 김성찬 \| 《토요일은 밤이 없다》 \| \| 음악상 \| 정성조 \| 《이장호의 외인구단》 \| \| 음향효과상 \| 김석호 \| 《토요일은 밤이 없다》 \| \| 공로상 \| 최일, 홍성기 \| \| \| 86 영화인상 \| 김진규 \| \| |               |                                             |
| 부문 | 수상자        | 작품                                        |
| 최우수작품상 | 황기성사단    | 《안개 기둥》                               |
| 감독상 | 임권택        | 《티켓》                                    |
| 남우주연상 | 이영하        | 《안개 기둥》                               |
| 여우주연상 | 최명길        | 《안개 기둥》                               |
| 남우조연상 | 신성일        | 《달빛 사냥꾼》                             |
| 여우조연상 | 이혜영        | 《겨울 나그네》                             |
| 신인감독상 | 곽지균 신승수 | 《겨울 나그네》 《달빛 사냥꾼》             |
| 신인남우상 | 최재성 강석현 | 《이장호의 외인구단》 《젊은 밤 후회 없다》 |
| 신인여우상 | 전세영        | 《티켓》                                    |
| 기획상 | 신정식        | 《티켓》                                    |
| 각본상 | 송길한        | 《티켓》                                    |
| 각색상 | 지상학        | 《이장호의 외인구단》                       |
| 촬영상 | 구중모        | 《씨받이》                                  |
| 조명상 | 강광호        | 《씨받이》                                  |
| 편집상 | 현동춘        | 《이장호의 외인구단》                       |
| 미술상 | 이명수        | 《겨울 나그네》                             |
| 녹음상 | 김성찬        | 《토요일은 밤이 없다》                      |
| 음악상 | 정성조        | 《이장호의 외인구단》                       |
| 음향효과상 | 김석호        | 《토요일은 밤이 없다》                      |
| 공로상 | 최일, 홍성기  |                                             |
| 86 영화인상 | 김진규        |                                             |

| \| 부문 \| 수상자 \| 작품 \| \| --------------- \| ------------------------------ \| ----------------------------- \| \| 최우수작품상 \| 풍전흥업 \| 《연산일기》 \| \| 반공영화상 \| 세진영화 \| 《독불장군》 \| \| 감독상 \| 임권택 \| 《연산일기》 \| \| 남우주연상 \| 이영하 \| 《우리는 지금 제네바로 간다》 \| \| 여우주연상 \| 강수연 \| 《우리는 지금 제네바로 간다》 \| \| 남우조연상 \| 이대근 \| 《감자》 \| \| 여우조연상 \| 김형자 \| 《감자》 \| \| 신인감독상 \| 이규형 \| 《미미와 철수의 청춘 스케치》 \| \| 신인남우상 \| 김세준 \| 《미미와 철수의 청춘 스케치》 \| \| 신인여우상 \| 신혜수 천은경 \| 《아다다》 《소금 장수》 \| \| 기획상 \| 김진문 \| 《연산일기》 \| \| 각본상 \| 이윤택 \| 《우리는 지금 제네바로 간다》 \| \| 각색상 \| 나한봉, 이희우, 김하림, 홍종원 \| 《감자》 \| \| 촬영상 \| 이성춘 \| 《연산군》 \| \| 조명상 \| 최의정 \| 《블루하트》 \| \| 편집상 \| 박순덕 \| 《아다다》 \| \| 미술상 \| 도용우 \| 《연산일기》 \| \| 녹음상 \| 이영길 \| 《기쁜 우리 젊은 날》 \| \| 음악상 \| 이철혁 \| 《감자》 \| \| 음향효과상 \| 이재희 \| 《기쁜 우리 젊은 날》 \| \| 인기상 \| 임권택, 이영하, 강수연 \| \| \| 심사위원특별상 \| 한혜숙, 이미숙 \| 《두 여자의 집》 \| \| 공로상 \| 김기범, 노경희 \| \| \| 영화예술 공헌상 \| 이석기 \| \| |                                |                               |
| 부문 | 수상자                         | 작품                          |
| 최우수작품상 | 풍전흥업                       | 《연산일기》                  |
| 반공영화상 | 세진영화                       | 《독불장군》                  |
| 감독상 | 임권택                         | 《연산일기》                  |
| 남우주연상 | 이영하                         | 《우리는 지금 제네바로 간다》 |
| 여우주연상 | 강수연                         | 《우리는 지금 제네바로 간다》 |
| 남우조연상 | 이대근                         | 《감자》                      |
| 여우조연상 | 김형자                         | 《감자》                      |
| 신인감독상 | 이규형                         | 《미미와 철수의 청춘 스케치》 |
| 신인남우상 | 김세준                         | 《미미와 철수의 청춘 스케치》 |
| 신인여우상 | 신혜수 천은경                  | 《아다다》 《소금 장수》      |
| 기획상 | 김진문                         | 《연산일기》                  |
| 각본상 | 이윤택                         | 《우리는 지금 제네바로 간다》 |
| 각색상 | 나한봉, 이희우, 김하림, 홍종원 | 《감자》                      |
| 촬영상 | 이성춘                         | 《연산군》                    |
| 조명상 | 최의정                         | 《블루하트》                  |
| 편집상 | 박순덕                         | 《아다다》                    |
| 미술상 | 도용우                         | 《연산일기》                  |
| 녹음상 | 이영길                         | 《기쁜 우리 젊은 날》         |
| 음악상 | 이철혁                         | 《감자》                      |
| 음향효과상 | 이재희                         | 《기쁜 우리 젊은 날》         |
| 인기상 | 임권택, 이영하, 강수연         |                               |
| 심사위원특별상 | 한혜숙, 이미숙                 | 《두 여자의 집》              |
| 공로상 | 김기범, 노경희                 |                               |
| 영화예술 공헌상 | 이석기                         |                               |

| \| 부문 \| 수상자 \| 작품 \| \| -------------- \| ------------------------------------------------------------------------------------------ \| ----------------------------------- \| \| 최우수작품상 \| 태흥영화 \| 《아제 아제 바라아제》 \| \| 우수작품상 \| 극동스크린 \| 《서울 무지개》 \| \| 감독상 \| 김호선 \| 《서울 무지개》 \| \| 남우주연상 \| 이덕화 \| 《추억의 이름으로》 \| \| 여우주연상 \| 강수연 \| 《아제 아제 바라아제》 \| \| 남우조연상 \| 한지일 \| 《아제 아제 바라아제》 \| \| 여우조연상 \| 김지미 \| 《추억의 이름으로》 \| \| 신인감독상 \| 박광수 유영진 \| 《칠수와 만수》 《추억의 이름으로》 \| \| 신인남우상 \| 이동준 \| 《서울 무지개》 \| \| 신인여우상 \| 최수지 강리나 \| 《상처》 《서울 무지개》 \| \| 기획상 \| 양재문 \| 《제2의 성》 \| \| 각색상 \| 최인식 \| 《칠수와 만수》 \| \| 촬영상 \| 서정민 \| 《서울 무지개》 \| \| 조명상 \| 김가일 \| 《추억의 이름으로》 \| \| 편집상 \| 현동춘 \| 《서울 무지개》 \| \| 미술상 \| 조융삼 \| 《서울 무지개》 \| \| 녹음상 \| 이영길 \| 《칠수와 만수》 \| \| 음악상 \| 신병하 \| 《서울 무지개》 \| \| 음향효과상 \| 양대호 \| 《추억의 이름으로》 \| \| 신인기술상 \| 박현원 \| 《늑대의 호기심이 비둘기를 훔쳤다》 \| \| 영화발전공로상 \| 이태우(소품),김용학(분장), 방규식,황기성(제작),황용갑(제작담당), 이해룡(연기),안창복(촬영) \| \| \| 심사위원특별상 \| 윤인자 \| \| |                                                                                            |                                     |
| 부문 | 수상자                                                                                     | 작품                                |
| 최우수작품상 | 태흥영화                                                                                   | 《아제 아제 바라아제》              |
| 우수작품상 | 극동스크린                                                                                 | 《서울 무지개》                     |
| 감독상 | 김호선                                                                                     | 《서울 무지개》                     |
| 남우주연상 | 이덕화                                                                                     | 《추억의 이름으로》                 |
| 여우주연상 | 강수연                                                                                     | 《아제 아제 바라아제》              |
| 남우조연상 | 한지일                                                                                     | 《아제 아제 바라아제》              |
| 여우조연상 | 김지미                                                                                     | 《추억의 이름으로》                 |
| 신인감독상 | 박광수 유영진                                                                              | 《칠수와 만수》 《추억의 이름으로》 |
| 신인남우상 | 이동준                                                                                     | 《서울 무지개》                     |
| 신인여우상 | 최수지 강리나                                                                              | 《상처》 《서울 무지개》            |
| 기획상 | 양재문                                                                                     | 《제2의 성》                        |
| 각색상 | 최인식                                                                                     | 《칠수와 만수》                     |
| 촬영상 | 서정민                                                                                     | 《서울 무지개》                     |
| 조명상 | 김가일                                                                                     | 《추억의 이름으로》                 |
| 편집상 | 현동춘                                                                                     | 《서울 무지개》                     |
| 미술상 | 조융삼                                                                                     | 《서울 무지개》                     |
| 녹음상 | 이영길                                                                                     | 《칠수와 만수》                     |
| 음악상 | 신병하                                                                                     | 《서울 무지개》                     |
| 음향효과상 | 양대호                                                                                     | 《추억의 이름으로》                 |
| 신인기술상 | 박현원                                                                                     | 《늑대의 호기심이 비둘기를 훔쳤다》 |
| 영화발전공로상 | 이태우(소품),김용학(분장), 방규식,황기성(제작),황용갑(제작담당), 이해룡(연기),안창복(촬영) |                                     |
| 심사위원특별상 | 윤인자                                                                                     |                                     |

## 1990년대
| \| 부문 \| 수상자 \| 작품 \| \| -------------- \| ----------------------------------------------------------------- \| ------------------------------------------ \| \| 최우수작품상 \| 다남흥업 \| 《추락하는 것은 날개가 있다》 \| \| 우수작품상 \| 대동흥업 \| 《수탉》 \| \| 감독상 \| 장길수 \| 《추락하는 것은 날개가 있다》 \| \| 남우주연상 \| 신성일 \| 《코리안 커넥션》 \| \| 여우주연상 \| 강수연 \| 《추락하는 것은 날개가 있다》 \| \| 남우조연상 \| 김희라 \| 《수탉》 \| \| 여우조연상 \| 유혜리 \| 《우묵배미의 사랑》 \| \| 신인감독상 \| 정한우 \| 《죄없는 병사들》 \| \| 신인남우상 \| 안승훈 \| 《불의 나라》 \| \| 신인여우상 \| 최유라 \| 《수탉》 \| \| 기획상 \| 이지룡 \| 《추락하는 것은 날개가 있다》 \| \| 각본상 \| 윤삼육 \| 《코리안 커넥션》 \| \| 각색상 \| 나한봉 \| 《수탉》 \| \| 촬영상 \| 이석기 \| 《추락하는 것은 날개가 있다》 \| \| 조명상 \| 최입춘 \| 《청송으로 가는 길》 \| \| 편집상 \| 이경자 \| 《청송으로 가는 길》 \| \| 녹음상 \| 김병수 \| 《추락하는 것은 날개가 있다》 \| \| 음악상 \| 신병하 \| 《추락하는 것은 날개가 있다》 \| \| 음향효과상 \| 양대호 \| 《코리안 커넥션》 \| \| 신인기술상 \| 최찬규 \| 《25불의 인간》 \| \| 특별연기상(남) \| 윤일주 김종선 \| 《꿈꾸는 식물》 《'89 인간시장》 \| \| 특별연기상(여) \| 유명순 박양희 \| 《새벽을 깨우리로다》 《언제나 그 자리에》 \| \| 공로상 \| 유동훈,이일목(영화인), 김준후(제작담당),이창무(허리우드극장 대표) \| \| \| 심사위원특별상 \| 윤인자 \| \| |                                                                   |                                            |
| 부문 | 수상자                                                            | 작품                                       |
| 최우수작품상 | 다남흥업                                                          | 《추락하는 것은 날개가 있다》              |
| 우수작품상 | 대동흥업                                                          | 《수탉》                                   |
| 감독상 | 장길수                                                            | 《추락하는 것은 날개가 있다》              |
| 남우주연상 | 신성일                                                            | 《코리안 커넥션》                          |
| 여우주연상 | 강수연                                                            | 《추락하는 것은 날개가 있다》              |
| 남우조연상 | 김희라                                                            | 《수탉》                                   |
| 여우조연상 | 유혜리                                                            | 《우묵배미의 사랑》                        |
| 신인감독상 | 정한우                                                            | 《죄없는 병사들》                          |
| 신인남우상 | 안승훈                                                            | 《불의 나라》                              |
| 신인여우상 | 최유라                                                            | 《수탉》                                   |
| 기획상 | 이지룡                                                            | 《추락하는 것은 날개가 있다》              |
| 각본상 | 윤삼육                                                            | 《코리안 커넥션》                          |
| 각색상 | 나한봉                                                            | 《수탉》                                   |
| 촬영상 | 이석기                                                            | 《추락하는 것은 날개가 있다》              |
| 조명상 | 최입춘                                                            | 《청송으로 가는 길》                       |
| 편집상 | 이경자                                                            | 《청송으로 가는 길》                       |
| 녹음상 | 김병수                                                            | 《추락하는 것은 날개가 있다》              |
| 음악상 | 신병하                                                            | 《추락하는 것은 날개가 있다》              |
| 음향효과상 | 양대호                                                            | 《코리안 커넥션》                          |
| 신인기술상 | 최찬규                                                            | 《25불의 인간》                            |
| 특별연기상(남) | 윤일주 김종선                                                     | 《꿈꾸는 식물》 《'89 인간시장》           |
| 특별연기상(여) | 유명순 박양희                                                     | 《새벽을 깨우리로다》 《언제나 그 자리에》 |
| 공로상 | 유동훈,이일목(영화인), 김준후(제작담당),이창무(허리우드극장 대표) |                                            |
| 심사위원특별상 | 윤인자                                                            |                                            |

| \| 부문 \| 수상자 \| 작품 \| \| ---------------- \| -------------- \| ----------------------------------------------------- \| \| 최우수작품상 \| 태흥영화 \| 《젊은 날의 초상》 \| \| 우수작품상 \| 예필림 \| 《단지 그대가 여자라는 이유만으로》 \| \| 감독상 \| 곽지균 \| 《젊은 날의 초상》 \| \| 남우주연상 \| 이영하 \| 《단지 그대가 여자라는 이유만으로》 \| \| 여우주연상 \| 원미경 \| 《단지 그대가 여자라는 이유만으로》 \| \| 남우조연상 \| 박근형 \| 《누가 용의 발톱을 보았는가》 \| \| 여우조연상 \| 배종옥 \| 《젊은 날의 초상》 \| \| 신인감독상 \| 방규식 이명세 \| 《천국의 땅》 《나의 사랑 나의 신부》 \| \| 신인남우상 \| 박상민 \| 《장군의 아들》 \| \| 신인여우상 \| 김성령 최진실 \| 《누가 용의 발톱을 보았는가》 《나의 사랑 나의 신부》 \| \| 기획상 \| 김도준, 이상운 \| 《누가 용의 발톱을 보았는가》 \| \| 각본상 \| 이상수 \| 《단지 그대가 여자라는 이유만으로》 \| \| 각색상 \| 이문웅, 하명중 \| 《혼자도는 바람개비》 \| \| 촬영상 \| 정일성 \| 《젊은 날의 초상》 \| \| 조명상 \| 차정남 \| 《젊은 날의 초상》 \| \| 편집상 \| 김현 \| 《누가 용의 발톱을 보았는가》 \| \| 녹음상 \| 김경일 \| 《젊은 날의 초상》 \| \| 음악상 \| 김영동 \| 《젊은 날의 초상》 \| \| 음향효과상 \| 양대호 \| 《누가 용의 발톱을 보았는가》 \| \| 신인기술상 \| 신학성 \| 《누가 용의 발톱을 보았는가》 \| \| 특별부문상(의상) \| 이해윤 \| 《은마는 오지 않는다》 \| \| 특별부문상(스틸) \| 백영호 \| 《단지 그대가 여자라는 이유만으로》 \| \| 특별연기상(남) \| 최재호 \| 《단지 그대가 여자라는 이유만으로》 \| \| 특별연기상(여) \| 문미봉 \| 《젊은 날의 초상》 \| \| 아역상 \| 고정일 \| 《혼자도는 바람개비》 \| \| 인기남우상 \| 안성기 \| \| \| 인기여우상 \| 황신혜 \| \| |                |                                                       |
| 부문 | 수상자         | 작품                                                  |
| 최우수작품상 | 태흥영화       | 《젊은 날의 초상》                                    |
| 우수작품상 | 예필림         | 《단지 그대가 여자라는 이유만으로》                   |
| 감독상 | 곽지균         | 《젊은 날의 초상》                                    |
| 남우주연상 | 이영하         | 《단지 그대가 여자라는 이유만으로》                   |
| 여우주연상 | 원미경         | 《단지 그대가 여자라는 이유만으로》                   |
| 남우조연상 | 박근형         | 《누가 용의 발톱을 보았는가》                         |
| 여우조연상 | 배종옥         | 《젊은 날의 초상》                                    |
| 신인감독상 | 방규식 이명세  | 《천국의 땅》 《나의 사랑 나의 신부》                 |
| 신인남우상 | 박상민         | 《장군의 아들》                                       |
| 신인여우상 | 김성령 최진실  | 《누가 용의 발톱을 보았는가》 《나의 사랑 나의 신부》 |
| 기획상 | 김도준, 이상운 | 《누가 용의 발톱을 보았는가》                         |
| 각본상 | 이상수         | 《단지 그대가 여자라는 이유만으로》                   |
| 각색상 | 이문웅, 하명중 | 《혼자도는 바람개비》                                 |
| 촬영상 | 정일성         | 《젊은 날의 초상》                                    |
| 조명상 | 차정남         | 《젊은 날의 초상》                                    |
| 편집상 | 김현           | 《누가 용의 발톱을 보았는가》                         |
| 녹음상 | 김경일         | 《젊은 날의 초상》                                    |
| 음악상 | 김영동         | 《젊은 날의 초상》                                    |
| 음향효과상 | 양대호         | 《누가 용의 발톱을 보았는가》                         |
| 신인기술상 | 신학성         | 《누가 용의 발톱을 보았는가》                         |
| 특별부문상(의상) | 이해윤         | 《은마는 오지 않는다》                                |
| 특별부문상(스틸) | 백영호         | 《단지 그대가 여자라는 이유만으로》                   |
| 특별연기상(남) | 최재호         | 《단지 그대가 여자라는 이유만으로》                   |
| 특별연기상(여) | 문미봉         | 《젊은 날의 초상》                                    |
| 아역상 | 고정일         | 《혼자도는 바람개비》                                 |
| 인기남우상 | 안성기         |                                                       |
| 인기여우상 | 황신혜         |                                                       |

| \| 부문 \| 수상자 \| 작품 \| \| -------------- \| -------------- \| ----------------------------- \| \| 최우수작품상 \| 춘우영화사 \| 《개벽》 \| \| 우수작품상 \| 극동스크린 \| 《사의 찬미》 \| \| 감독상 \| 김호선 \| 《사의 찬미》 \| \| 남우주연상 \| 이덕화 \| 《개벽》 \| \| 여우주연상 \| 장미희 \| 《사의 찬미》 \| \| 남우조연상 \| 이경영 \| 《사의 찬미》 \| \| 여우조연상 \| 이혜영 \| 《명자 아끼꼬 쏘냐》 \| \| 신인감독상 \| 장현수 이만 \| 《걸어서 하늘까지》 《뻘》 \| \| 신인남우상 \| 신현준 \| 《장군의 아들 2》 \| \| 신인여우상 \| 이아로 \| 《천국의 계단》 \| \| 기획상 \| 김지미 \| 《명자 아끼꼬 쏘냐》 \| \| 각본상 \| 임유순 \| 《사의 찬미》 \| \| 각색상 \| 곽지균 \| 《걸어서 하늘까지》 \| \| 촬영상 \| 이성춘 \| 《사의 찬미》 \| \| 조명상 \| 차정남 \| 《개벽》 \| \| 편집상 \| 김현 \| 《걸어서 하늘까지》 \| \| 미술상 \| 도용우 \| 《개벽》 \| \| 녹음상 \| 김경일 \| 《사의 찬미》 \| \| 의상상 \| 김영주, 하용수 \| 《사의 찬미》 \| \| 음악상 \| 김정길 \| 《명자 아끼꼬 쏘냐》 \| \| 신인기술상 \| 박현국 \| 《뻘》 \| \| 특별부문상 \| 서홍의 김철석 \| 《천국의 계단》 《사의 찬미》 \| \| 특별연기상(남) \| 주상호 \| 《개벽》 \| \| 특별연기상(여) \| 전숙 \| 《나는 너를 천사라고 부른다》 \| \| 영화발전공로상 \| 김태수, 이우석 \| \| |                |                               |
| 부문 | 수상자         | 작품                          |
| 최우수작품상 | 춘우영화사     | 《개벽》                      |
| 우수작품상 | 극동스크린     | 《사의 찬미》                 |
| 감독상 | 김호선         | 《사의 찬미》                 |
| 남우주연상 | 이덕화         | 《개벽》                      |
| 여우주연상 | 장미희         | 《사의 찬미》                 |
| 남우조연상 | 이경영         | 《사의 찬미》                 |
| 여우조연상 | 이혜영         | 《명자 아끼꼬 쏘냐》          |
| 신인감독상 | 장현수 이만    | 《걸어서 하늘까지》 《뻘》    |
| 신인남우상 | 신현준         | 《장군의 아들 2》             |
| 신인여우상 | 이아로         | 《천국의 계단》               |
| 기획상 | 김지미         | 《명자 아끼꼬 쏘냐》          |
| 각본상 | 임유순         | 《사의 찬미》                 |
| 각색상 | 곽지균         | 《걸어서 하늘까지》           |
| 촬영상 | 이성춘         | 《사의 찬미》                 |
| 조명상 | 차정남         | 《개벽》                      |
| 편집상 | 김현           | 《걸어서 하늘까지》           |
| 미술상 | 도용우         | 《개벽》                      |
| 녹음상 | 김경일         | 《사의 찬미》                 |
| 의상상 | 김영주, 하용수 | 《사의 찬미》                 |
| 음악상 | 김정길         | 《명자 아끼꼬 쏘냐》          |
| 신인기술상 | 박현국         | 《뻘》                        |
| 특별부문상 | 서홍의 김철석  | 《천국의 계단》 《사의 찬미》 |
| 특별연기상(남) | 주상호         | 《개벽》                      |
| 특별연기상(여) | 전숙           | 《나는 너를 천사라고 부른다》 |
| 영화발전공로상 | 김태수, 이우석 |                               |

| \| 부문 \| 수상자 \| 작품 \| \| -------------- \| --------------------------- \| ---------------------------------------- \| \| 최우수작품상 \| 태흥영화사 \| 《서편제》 \| \| 감독상 \| 임권택 \| 《서편제》 \| \| 남우주연상 \| 이덕화 \| 《살어리랏다》 \| \| 여우주연상 \| 심혜진 \| 《결혼 이야기》 \| \| 남우조연상 \| 이경영 \| 《하얀 전쟁》 \| \| 여우조연상 \| 이미연 \| 《눈꽃》 \| \| 신인감독상 \| 김의석 \| 《결혼 이야기》 \| \| 신인남우상 \| 김규철 \| 《서편제》 \| \| 신인여우상 \| 오정해 \| 《서편제》 \| \| 기획상 \| 이용주, 이상운 \| 《웨스턴 애비뉴》 \| \| 각본상 \| 윤삼육 \| 《살어리랏다》 \| \| 각색상 \| 정지영,공수영,조영철,심승보 \| 《하얀 전쟁》 \| \| 촬영상 \| 정일성 \| 《서편제》 \| \| 조명상 \| 조길수 \| 《우리들의 일그러진 영웅》 \| \| 편집상 \| 이경자 \| 《우리들의 일그러진 영웅》 \| \| 미술상 \| 박영기, 조융삼 \| 《그대 안의 블루》 \| \| 녹음상 \| 김범수, 강대성 \| 《서편제》 \| \| 의상상 \| 지춘희, 이경희 \| 《그대 안의 블루》 \| \| 음악상 \| 이종식 \| 《살어리랏다》 \| \| 신인기술상 \| 박희주 \| 《가슴에 돋는 칼로 슬픔을 자르고》 \| \| 특별부문상 \| 박남기(현상) 송일근(분장) \| \| \| 특별연기상(남) \| 손전 \| \| \| 특별연기상(여) \| 조학자 \| \| \| 심사위원특별상 \| 대일필름 대동흥업 \| 《하얀 전쟁》 《우리들의 일그러진 영웅》 \| \| 영화발전공로상 \| 도동환 \| \| \| 인기남우상 \| 안성기, 최민수 \| \| \| 인기여우상 \| 강수연, 최진실 \| \| |                             |                                          |
| 부문 | 수상자                      | 작품                                     |
| 최우수작품상 | 태흥영화사                  | 《서편제》                               |
| 감독상 | 임권택                      | 《서편제》                               |
| 남우주연상 | 이덕화                      | 《살어리랏다》                           |
| 여우주연상 | 심혜진                      | 《결혼 이야기》                          |
| 남우조연상 | 이경영                      | 《하얀 전쟁》                            |
| 여우조연상 | 이미연                      | 《눈꽃》                                 |
| 신인감독상 | 김의석                      | 《결혼 이야기》                          |
| 신인남우상 | 김규철                      | 《서편제》                               |
| 신인여우상 | 오정해                      | 《서편제》                               |
| 기획상 | 이용주, 이상운              | 《웨스턴 애비뉴》                        |
| 각본상 | 윤삼육                      | 《살어리랏다》                           |
| 각색상 | 정지영,공수영,조영철,심승보 | 《하얀 전쟁》                            |
| 촬영상 | 정일성                      | 《서편제》                               |
| 조명상 | 조길수                      | 《우리들의 일그러진 영웅》               |
| 편집상 | 이경자                      | 《우리들의 일그러진 영웅》               |
| 미술상 | 박영기, 조융삼              | 《그대 안의 블루》                       |
| 녹음상 | 김범수, 강대성              | 《서편제》                               |
| 의상상 | 지춘희, 이경희              | 《그대 안의 블루》                       |
| 음악상 | 이종식                      | 《살어리랏다》                           |
| 신인기술상 | 박희주                      | 《가슴에 돋는 칼로 슬픔을 자르고》       |
| 특별부문상 | 박남기(현상) 송일근(분장)   |                                          |
| 특별연기상(남) | 손전                        |                                          |
| 특별연기상(여) | 조학자                      |                                          |
| 심사위원특별상 | 대일필름 대동흥업           | 《하얀 전쟁》 《우리들의 일그러진 영웅》 |
| 영화발전공로상 | 도동환                      |                                          |
| 인기남우상 | 안성기, 최민수              |                                          |
| 인기여우상 | 강수연, 최진실              |                                          |

| \| 부문 \| 수상자 \| 작품 \| \| --------------- \| --------------------------------------------------------- \| ----------------------------- \| \| 최우수작품상 \| 고려영화 \| 《두 여자 이야기》 \| \| 감독상 \| 장선우 \| 《화엄경》 \| \| 남우주연상 \| 안성기, 박중훈 \| 《투캅스》 \| \| 여우주연상 \| 윤정희 \| 《만무방》 \| \| 남우조연상 \| 신성일 \| 《증발》 \| \| 여우조연상 \| 남수정 \| 《두 여자 이야기》 \| \| 신인감독상 \| 이정국 \| 《두 여자 이야기》 \| \| 신인남우상 \| 김병세 \| 《장미의 나날》 \| \| 신인여우상 \| 윤유선 김정민 \| 《두 여자 이야기》 《휘모리》 \| \| 기획상 \| 임종락, 천상용 \| 《만무방》 \| \| 각본상 \| 유상욱, 이정국 \| 《두 여자 이야기》 \| \| 각색상 \| 장선우 \| 《화엄경》 \| \| 촬영상 \| 최찬규 \| 《두 여자 이야기》 \| \| 조명상 \| 김강일 \| 《우리 시대의 사랑》 \| \| 편집상 \| 이경자 \| 《만무방》 \| \| 미술상 \| 이명수 \| 《만무방》 \| \| 녹음상 \| 강대성, 이재웅 \| 《만무방》 \| \| 의상상 \| 권유진 \| 《그 섬에 가고 싶다》 \| \| 음악상 \| 이종구 \| 《화엄경》 \| \| 인기남우상 \| 안성기, 박중훈 \| \| \| 인기여우상 \| 강수연, 최진실 \| \| \| 심사위원특별상 \| 태흥영화 대일필름 \| 《화엄경》 《휘모리》 \| \| 특별기술상 \| 이예호(1백여편 소품담당) , 박희재(3백여편 스틸담당) \| \| \| 영화발전공로상 \| 이태원 \| \| \| 영예로운 배우상 \| 장동휘 \| 《만무방》 \| \| 영화인 봉사상 \| 안성기(배우계 봉사·유니세프) 김진문(영화계 단합·제작헌신) \| \| \| 특별남자연기상 \| 임해림(8백여편 조연) \| \| \| 특별여자연기상 \| 김경란(7백여편 조연) \| \| |                                                           |                               |
| 부문 | 수상자                                                    | 작품                          |
| 최우수작품상 | 고려영화                                                  | 《두 여자 이야기》            |
| 감독상 | 장선우                                                    | 《화엄경》                    |
| 남우주연상 | 안성기, 박중훈                                            | 《투캅스》                    |
| 여우주연상 | 윤정희                                                    | 《만무방》                    |
| 남우조연상 | 신성일                                                    | 《증발》                      |
| 여우조연상 | 남수정                                                    | 《두 여자 이야기》            |
| 신인감독상 | 이정국                                                    | 《두 여자 이야기》            |
| 신인남우상 | 김병세                                                    | 《장미의 나날》               |
| 신인여우상 | 윤유선 김정민                                             | 《두 여자 이야기》 《휘모리》 |
| 기획상 | 임종락, 천상용                                            | 《만무방》                    |
| 각본상 | 유상욱, 이정국                                            | 《두 여자 이야기》            |
| 각색상 | 장선우                                                    | 《화엄경》                    |
| 촬영상 | 최찬규                                                    | 《두 여자 이야기》            |
| 조명상 | 김강일                                                    | 《우리 시대의 사랑》          |
| 편집상 | 이경자                                                    | 《만무방》                    |
| 미술상 | 이명수                                                    | 《만무방》                    |
| 녹음상 | 강대성, 이재웅                                            | 《만무방》                    |
| 의상상 | 권유진                                                    | 《그 섬에 가고 싶다》         |
| 음악상 | 이종구                                                    | 《화엄경》                    |
| 인기남우상 | 안성기, 박중훈                                            |                               |
| 인기여우상 | 강수연, 최진실                                            |                               |
| 심사위원특별상 | 태흥영화 대일필름                                         | 《화엄경》 《휘모리》         |
| 특별기술상 | 이예호(1백여편 소품담당) , 박희재(3백여편 스틸담당)       |                               |
| 영화발전공로상 | 이태원                                                    |                               |
| 영예로운 배우상 | 장동휘                                                    | 《만무방》                    |
| 영화인 봉사상 | 안성기(배우계 봉사·유니세프) 김진문(영화계 단합·제작헌신) |                               |
| 특별남자연기상 | 임해림(8백여편 조연)                                      |                               |
| 특별여자연기상 | 김경란(7백여편 조연)                                      |                               |

| \| 부문 \| 수상자 \| 작품 \| \| --------------- \| ------------------------ \| ------------------------------- \| \| 최우수작품상 \| 대림영상 \| 《영원한 제국》 \| \| 감독상 \| 박종원 \| 《영원한 제국》 \| \| 남우주연상 \| 김갑수 \| 《태백산맥》 \| \| 여우주연상 \| 최진실 \| 《마누라 죽이기》 \| \| 남우조연상 \| 최종원 \| 《영원한 제국》 \| \| 여우조연상 \| 정경순 \| 《태백산맥》 \| \| 신인감독상 \| 여균동 \| 《세상 밖으로》 \| \| 신인남우상 \| 이정재 \| 《젊은 남자》 \| \| 신인여우상 \| 정선경 진희경 \| 《너에게 나를 보낸다》 《손톱》 \| \| 기획상 \| 안동규 \| 《헐리우드 키드의 생애》 \| \| 각본상 \| 육상효, 김현석 \| 《장미빛 인생》, 《대행업》 \| \| 각색상 \| 장선우, 구성주 \| 《너에게 나를 보낸다》 \| \| 촬영상 \| 전조명 \| 《영원한 제국》 \| \| 조명상 \| 박현원 \| 《영원한 제국》 \| \| 편집상 \| 이경자 \| 《영원한 제국》 \| \| 미술상 \| 미술팀 \| 《영원한 제국》 \| \| 음악상 \| 김수철 \| 《태백산맥》 \| \| 음향기술상 \| 이승철, 강대성 \| 《영원한 제국》 \| \| 신인각본상 \| 최문희, 김현석 \| 《코르셋》, 《대행업》 \| \| 신인기술상 \| 박곡지 \| 《손톱》 \| \| 심사위원특별상 \| 태흥영화 \| 《태백산맥》 \| \| 특별감독상 \| 엄종선 \| 《만무방》 \| \| 영화발전공로상 \| 최금동 \| \| \| 영예로운 감독상 \| 유현목 \| 《말미잘》 \| \| 특별상 \| 김광운(현상), 채훈(분장) \| \| \| 특별남자연기상 \| 박광진 \| \| \| 특별여자연기상 \| 박예숙 \| \| |                          |                                 |
| 부문 | 수상자                   | 작품                            |
| 최우수작품상 | 대림영상                 | 《영원한 제국》                 |
| 감독상 | 박종원                   | 《영원한 제국》                 |
| 남우주연상 | 김갑수                   | 《태백산맥》                    |
| 여우주연상 | 최진실                   | 《마누라 죽이기》               |
| 남우조연상 | 최종원                   | 《영원한 제국》                 |
| 여우조연상 | 정경순                   | 《태백산맥》                    |
| 신인감독상 | 여균동                   | 《세상 밖으로》                 |
| 신인남우상 | 이정재                   | 《젊은 남자》                   |
| 신인여우상 | 정선경 진희경            | 《너에게 나를 보낸다》 《손톱》 |
| 기획상 | 안동규                   | 《헐리우드 키드의 생애》        |
| 각본상 | 육상효, 김현석           | 《장미빛 인생》, 《대행업》     |
| 각색상 | 장선우, 구성주           | 《너에게 나를 보낸다》          |
| 촬영상 | 전조명                   | 《영원한 제국》                 |
| 조명상 | 박현원                   | 《영원한 제국》                 |
| 편집상 | 이경자                   | 《영원한 제국》                 |
| 미술상 | 미술팀                   | 《영원한 제국》                 |
| 음악상 | 김수철                   | 《태백산맥》                    |
| 음향기술상 | 이승철, 강대성           | 《영원한 제국》                 |
| 신인각본상 | 최문희, 김현석           | 《코르셋》, 《대행업》          |
| 신인기술상 | 박곡지                   | 《손톱》                        |
| 심사위원특별상 | 태흥영화                 | 《태백산맥》                    |
| 특별감독상 | 엄종선                   | 《만무방》                      |
| 영화발전공로상 | 최금동                   |                                 |
| 영예로운 감독상 | 유현목                   | 《말미잘》                      |
| 특별상 | 김광운(현상), 채훈(분장) |                                 |
| 특별남자연기상 | 박광진                   |                                 |
| 특별여자연기상 | 박예숙                   |                                 |

| \| 부문 \| 수상자 \| 작품 \| \| -------------- \| ------------------ \| -------------------------------------- \| \| 최우수작품상 \| 합동영화 \| 《애니깽》 \| \| 감독상 \| 김호선 \| 《애니깽》 \| \| 남우주연상 \| 최민수 \| 《테러리스트》 \| \| 여우주연상 \| 심혜진 \| 《은행나무 침대》 \| \| 남우조연상 \| 김일우 \| 《학생부군신위》 \| \| 여우조연상 \| 김청 \| 《애니깽》 \| \| 신인감독상 \| 이민용 강제규 \| 《개같은 날의 오후》 《은행나무 침대》 \| \| 신인남우상 \| 이병헌 \| 《런어웨이》 \| \| 신인여우상 \| 이지은 이정현 \| 《금홍아 금홍아》 《꽃잎》 \| \| 기획상 \| 유인택 \| 《아름다운 청년 전태일》 \| \| 각본상 \| 김상수, 김상학 \| 《학생부군신위》 \| \| 각색상 \| 이경식 \| 《나에게 오라》 \| \| 촬영상 \| 신옥현 \| 《테러리스트》 \| \| 조명상 \| 임재형 \| 《테러리스트》 \| \| 편집상 \| 박순덕 \| 《테러리스트》 \| \| 미술상 \| 김유준 \| 《금홍아 금홍아》 \| \| 의상상 \| 이해윤, 허영 \| 《금홍아 금홍아》 \| \| 음악상 \| 원일 \| 《꽃잎》 \| \| 심사위원특별상 \| 미라신코리아 \| 《꽃잎》 \| \| 특별기술상 \| 최승화, 차순하 \| \| \| 특별연기상 \| 양일만, 석인수 \| \| \| 공로상 \| 故차정남, 故임성민 \| \| |                    |                                        |
| 부문 | 수상자             | 작품                                   |
| 최우수작품상 | 합동영화           | 《애니깽》                             |
| 감독상 | 김호선             | 《애니깽》                             |
| 남우주연상 | 최민수             | 《테러리스트》                         |
| 여우주연상 | 심혜진             | 《은행나무 침대》                      |
| 남우조연상 | 김일우             | 《학생부군신위》                       |
| 여우조연상 | 김청               | 《애니깽》                             |
| 신인감독상 | 이민용 강제규      | 《개같은 날의 오후》 《은행나무 침대》 |
| 신인남우상 | 이병헌             | 《런어웨이》                           |
| 신인여우상 | 이지은 이정현      | 《금홍아 금홍아》 《꽃잎》             |
| 기획상 | 유인택             | 《아름다운 청년 전태일》               |
| 각본상 | 김상수, 김상학     | 《학생부군신위》                       |
| 각색상 | 이경식             | 《나에게 오라》                        |
| 촬영상 | 신옥현             | 《테러리스트》                         |
| 조명상 | 임재형             | 《테러리스트》                         |
| 편집상 | 박순덕             | 《테러리스트》                         |
| 미술상 | 김유준             | 《금홍아 금홍아》                      |
| 의상상 | 이해윤, 허영       | 《금홍아 금홍아》                      |
| 음악상 | 원일               | 《꽃잎》                               |
| 심사위원특별상 | 미라신코리아       | 《꽃잎》                               |
| 특별기술상 | 최승화, 차순하     |                                        |
| 특별연기상 | 양일만, 석인수     |                                        |
| 공로상 | 故차정남, 故임성민 |                                        |

| \| 부문 \| 수상자 \| 작품 \| \| -------------- \| -------------------------- \| --------------- \| \| 최우수작품상 \| 명필름 \| 《접속》 \| \| 감독상 \| 정지영 \| 《블랙잭》 \| \| 남우주연상 \| 한석규 \| 《초록 물고기》 \| \| 여우주연상 \| 심혜진 \| 《초록 물고기》 \| \| 남우조연상 \| 임창정 \| 《비트》 \| \| 여우조연상 \| 정경순 \| 《창》 \| \| 신인감독상 \| 장윤현 \| 《접속》 \| \| 신인남우상 \| 송강호 \| 《넘버 3》 \| \| 신인여우상 \| 전도연 \| 《접속》 \| \| 기획상 \| 고동훈 \| 《아버지》 \| \| 각본상 \| 이창동 \| 《초록 물고기》 \| \| 각색상 \| 김은정 \| 《접속》 \| \| 촬영상 \| 서정민 \| 《피아노 맨》 \| \| 조명상 \| 임재형 \| 《접속》 \| \| 편집상 \| 박곡지 \| 《접속》 \| \| 미술상 \| 김유준 \| 《창》 \| \| 의상상 \| 권유진 \| 《창》 \| \| 음악상 \| 이동준 \| 《초록 물고기》 \| \| 음향기술상 \| 김범수 \| 《창》 \| \| 신인기술상 \| 이석현 \| 《블랙잭》 \| \| 인기남우상 \| 한석규 \| 《초록 물고기》 \| \| 인기여우상 \| 심혜진 \| 《초록 물고기》 \| \| 심사위원특별상 \| 이스트필름, 시네마서비스 \| 《초록 물고기》 \| \| 특별기술상 \| 안건호(분장), 이태성(스틸) \| \| \| 특별연기상 \| 추석양, 임예심 \| \| \| 영화발전공로상 \| 황문평 \| \| |                            |                 |
| 부문 | 수상자                     | 작품            |
| 최우수작품상 | 명필름                     | 《접속》        |
| 감독상 | 정지영                     | 《블랙잭》      |
| 남우주연상 | 한석규                     | 《초록 물고기》 |
| 여우주연상 | 심혜진                     | 《초록 물고기》 |
| 남우조연상 | 임창정                     | 《비트》        |
| 여우조연상 | 정경순                     | 《창》          |
| 신인감독상 | 장윤현                     | 《접속》        |
| 신인남우상 | 송강호                     | 《넘버 3》      |
| 신인여우상 | 전도연                     | 《접속》        |
| 기획상 | 고동훈                     | 《아버지》      |
| 각본상 | 이창동                     | 《초록 물고기》 |
| 각색상 | 김은정                     | 《접속》        |
| 촬영상 | 서정민                     | 《피아노 맨》   |
| 조명상 | 임재형                     | 《접속》        |
| 편집상 | 박곡지                     | 《접속》        |
| 미술상 | 김유준                     | 《창》          |
| 의상상 | 권유진                     | 《창》          |
| 음악상 | 이동준                     | 《초록 물고기》 |
| 음향기술상 | 김범수                     | 《창》          |
| 신인기술상 | 이석현                     | 《블랙잭》      |
| 인기남우상 | 한석규                     | 《초록 물고기》 |
| 인기여우상 | 심혜진                     | 《초록 물고기》 |
| 심사위원특별상 | 이스트필름, 시네마서비스   | 《초록 물고기》 |
| 특별기술상 | 안건호(분장), 이태성(스틸) |                 |
| 특별연기상 | 추석양, 임예심             |                 |
| 영화발전공로상 | 황문평                     |                 |

| \| 부문 \| 수상자 \| 작품 \| \| ---------------- \| -------------------------- \| ----------------------------------------- \| \| 최우수작품상 \| 백두대간 \| 《아름다운 시절》 \| \| 감독상 \| 이광모 \| 《아름다운 시절》 \| \| 남우주연상 \| 최민식 \| 《쉬리》 \| \| 여우주연상 \| 심은하 \| 《미술관 옆 동물원》 \| \| 남우조연상 \| 정진영 \| 《약속》 \| \| 여우조연상 \| 이미연 \| 《여고괴담》 \| \| 신인감독상 \| 허진호 이정향 \| 《8월의 크리스마스》 《미술관 옆 동물원》 \| \| 신인남우상 \| 이성재 \| 《미술관 옆 동물원》 \| \| 신인여우상 \| 김윤진 \| 《쉬리》 \| \| 기획상 \| 강제규, 변무림 \| 《쉬리》 \| \| 각본상 \| 오승욱 \| 《8월의 크리스마스》 \| \| 각색상 \| 우병길 \| 《가족 시네마》 \| \| 촬영상 \| 김형구 \| 《아름다운 시절》 \| \| 조명상 \| 원명준 \| 《쉬리》 \| \| 편집상 \| 박곡지 \| 《쉬리》 \| \| 미술상 \| MBC미술센타 \| 《아름다운 시절》 \| \| 의상상 \| MBC미술센타 \| 《아름다운 시절》 \| \| 음악상 \| 원일 \| 《아름다운 시절》 \| \| 음향기술상 \| 이병하, 김석원 \| 《쉬리》 \| \| 신인기술상 \| 김영철 \| 《강원도의 힘》 \| \| 인기남우상 \| 한석규 \| 《쉬리》 \| \| 인기여우상 \| 심은하 \| 《미술관 옆 동물원》 \| \| 심사위원특별상 \| 우노필름 \| 《8월의 크리스마스》 \| \| 특별기술상 \| 김태욱(소품), 한광동(현상) \| \| \| 특별연기상(남자) \| 추봉 \| \| \| 특별연기상(어자) \| 성명순 \| \| \| 영화발전공로상 \| 최무룡 \| \| \| 단편영화상 \| 김진한 송일곤 \| 《햇빛 자르는 아이》 《간과 감자》 \| |                            |                                           |
| 부문 | 수상자                     | 작품                                      |
| 최우수작품상 | 백두대간                   | 《아름다운 시절》                         |
| 감독상 | 이광모                     | 《아름다운 시절》                         |
| 남우주연상 | 최민식                     | 《쉬리》                                  |
| 여우주연상 | 심은하                     | 《미술관 옆 동물원》                      |
| 남우조연상 | 정진영                     | 《약속》                                  |
| 여우조연상 | 이미연                     | 《여고괴담》                              |
| 신인감독상 | 허진호 이정향              | 《8월의 크리스마스》 《미술관 옆 동물원》 |
| 신인남우상 | 이성재                     | 《미술관 옆 동물원》                      |
| 신인여우상 | 김윤진                     | 《쉬리》                                  |
| 기획상 | 강제규, 변무림             | 《쉬리》                                  |
| 각본상 | 오승욱                     | 《8월의 크리스마스》                      |
| 각색상 | 우병길                     | 《가족 시네마》                           |
| 촬영상 | 김형구                     | 《아름다운 시절》                         |
| 조명상 | 원명준                     | 《쉬리》                                  |
| 편집상 | 박곡지                     | 《쉬리》                                  |
| 미술상 | MBC미술센타                | 《아름다운 시절》                         |
| 의상상 | MBC미술센타                | 《아름다운 시절》                         |
| 음악상 | 원일                       | 《아름다운 시절》                         |
| 음향기술상 | 이병하, 김석원             | 《쉬리》                                  |
| 신인기술상 | 김영철                     | 《강원도의 힘》                           |
| 인기남우상 | 한석규                     | 《쉬리》                                  |
| 인기여우상 | 심은하                     | 《미술관 옆 동물원》                      |
| 심사위원특별상 | 우노필름                   | 《8월의 크리스마스》                      |
| 특별기술상 | 김태욱(소품), 한광동(현상) |                                           |
| 특별연기상(남자) | 추봉                       |                                           |
| 특별연기상(어자) | 성명순                     |                                           |
| 영화발전공로상 | 최무룡                     |                                           |
| 단편영화상 | 김진한 송일곤              | 《햇빛 자르는 아이》 《간과 감자》        |

## 2000년대
| \| 부문 \| 수상자 \| 작품 \| \| ---------------- \| -------------- \| ---------------------------------- \| \| 최우수작품상 \| 이스트필름 \| 《박하사탕》 \| \| 감독상 \| 이창동 \| 《박하사탕》 \| \| 남우주연상 \| 최민수 \| 《유령》 \| \| 여우주연상 \| 전도연 \| 《내 마음의 풍금》 \| \| 남우조연상 \| 주진모 \| 《해피엔드》 \| \| 여우조연상 \| 김여진 \| 《박하사탕》 \| \| 신인감독상 \| 민병천 \| 《유령》 \| \| 신인남우상 \| 설경구 \| 《박하사탕》 \| \| 신인여우상 \| 이재은 하지원 \| 《노랑머리》 《진실게임》 \| \| 기획상 \| 이관수 \| 《주유소 습격사건》 \| \| 각본상 \| 이창동 \| 《박하사탕》 \| \| 각색상 \| 이영재 \| 《내 마음의 풍금》 \| \| 촬영상 \| 정광석, 송행기 \| 《인정사정 볼 것 없다》 \| \| 조명상 \| 서정달 \| 《유령》 \| \| 편집상 \| 고임표 \| 《유령》 \| \| 미술상 \| 민언옥 \| 《춘향뎐》 \| \| 의상상 \| 봉현숙 \| 《이재수의 난》 \| \| 음악상 \| 원일 \| 《이재수의 난》 \| \| 영상기술상 \| 유동렬 \| 《유령》 \| \| 음향기술상 \| 김석원 \| 《유령》 \| \| 신인기술상 \| 문용식(촬영) \| 《북경반점》 \| \| 인기남우상 \| 한석규 \| 《텔 미 썸딩》 \| \| 인기여우상 \| 심은하 \| 《텔 미 썸딩》 \| \| 심사위원특별상 \| 태흥영화 \| 《춘향뎐》 \| \| 특별기술상 \| 김병옥(스틸) \| \| \| 특별연기상(남자) \| 최봉 \| \| \| 특별연기상(여자) \| 김신명 \| \| \| 영화발전공로상 \| 김지미 \| \| \| 공로감독상 \| 박상호 \| \| \| 단편영화상 \| 권종관 송일곤 \| 《1979년 10월 28일 맑음》 《소풍》 \| |                |                                    |
| 부문 | 수상자         | 작품                               |
| 최우수작품상 | 이스트필름     | 《박하사탕》                       |
| 감독상 | 이창동         | 《박하사탕》                       |
| 남우주연상 | 최민수         | 《유령》                           |
| 여우주연상 | 전도연         | 《내 마음의 풍금》                 |
| 남우조연상 | 주진모         | 《해피엔드》                       |
| 여우조연상 | 김여진         | 《박하사탕》                       |
| 신인감독상 | 민병천         | 《유령》                           |
| 신인남우상 | 설경구         | 《박하사탕》                       |
| 신인여우상 | 이재은 하지원  | 《노랑머리》 《진실게임》          |
| 기획상 | 이관수         | 《주유소 습격사건》                |
| 각본상 | 이창동         | 《박하사탕》                       |
| 각색상 | 이영재         | 《내 마음의 풍금》                 |
| 촬영상 | 정광석, 송행기 | 《인정사정 볼 것 없다》            |
| 조명상 | 서정달         | 《유령》                           |
| 편집상 | 고임표         | 《유령》                           |
| 미술상 | 민언옥         | 《춘향뎐》                         |
| 의상상 | 봉현숙         | 《이재수의 난》                    |
| 음악상 | 원일           | 《이재수의 난》                    |
| 영상기술상 | 유동렬         | 《유령》                           |
| 음향기술상 | 김석원         | 《유령》                           |
| 신인기술상 | 문용식(촬영)   | 《북경반점》                       |
| 인기남우상 | 한석규         | 《텔 미 썸딩》                     |
| 인기여우상 | 심은하         | 《텔 미 썸딩》                     |
| 심사위원특별상 | 태흥영화       | 《춘향뎐》                         |
| 특별기술상 | 김병옥(스틸)   |                                    |
| 특별연기상(남자) | 최봉           |                                    |
| 특별연기상(여자) | 김신명         |                                    |
| 영화발전공로상 | 김지미         |                                    |
| 공로감독상 | 박상호         |                                    |
| 단편영화상 | 권종관 송일곤  | 《1979년 10월 28일 맑음》 《소풍》 |

| \| 부문 \| 수상자 \| 작품 \| \| ---------------- \| -------------------------- \| ---------------------------------------- \| \| 최우수작품상 \| 명필름 \| 《공동경비구역 JSA》 \| \| 감독상 \| 한지승 \| 《하루》 \| \| 남우주연상 \| 송강호 \| 《공동경비구역 JSA》 \| \| 여우주연상 \| 고소영 \| 《하루》 \| \| 남우조연상 \| 정은표 \| 《킬리만자로》 \| \| 여우조연상 \| 윤소정 \| 《하루》 \| \| 신인감독상 \| 임상수 \| 《눈물》 \| \| 신인남우상 \| 류승범 \| 《죽거나 혹은 나쁘거나》 \| \| 신인여우상 \| 이은주 \| 《오! 수정》 \| \| 기획상 \| 이미영 \| 《인터뷰》 \| \| 각본상 \| 고은님 \| 《번지점프를 하다》 \| \| 촬영상 \| 서정민 \| 《리베라 메》 \| \| 조명상 \| 신준하 \| 《리베라 메》 \| \| 편집상 \| 박순덕 \| 《리베라 메》 \| \| 미술상 \| 김상만 \| 《공동경비구역 JSA》 \| \| 의상상 \| 김민희 \| 《비천무》 \| \| 음악상 \| 황상준 \| 《단적비연수》 \| \| 영상기술상 \| 김원용, 김석원 \| 《공동경비구역 JSA》 \| \| 음향기술상 \| \| 《공동경비구역 JSA》 \| \| 특수효과상 \| 정도안 \| 《리베라 메》 \| \| 신인기술상 \| 이후곤(촬영) \| 《번지점프를 하다》 \| \| 인기남우상 \| 이병헌 \| 《공동경비구역 JSA》 《번지점프를 하다》 \| \| 인기여우상 \| 심은하 \| 《인터뷰》 \| \| 심사위원특별상 \| 쿠앤필름 \| 《하루》 \| \| 특별기술상 \| 홍동은(분장), 김호길(소품) \| \| \| 특별연기상(남자) \| 주일몽 \| \| \| 특별연기상(여자) \| 김애라 \| \| \| 영화발전공로상 \| 유재형(촬영), 마용천(조명) \| \| \| 다큐멘터리상 \| 계운정 \| 《팬지와 담쟁이》 \| \| 단편영화상 \| 권종관 \| 《이발소 이씨》 \| |                            |                                          |
| 부문 | 수상자                     | 작품                                     |
| 최우수작품상 | 명필름                     | 《공동경비구역 JSA》                     |
| 감독상 | 한지승                     | 《하루》                                 |
| 남우주연상 | 송강호                     | 《공동경비구역 JSA》                     |
| 여우주연상 | 고소영                     | 《하루》                                 |
| 남우조연상 | 정은표                     | 《킬리만자로》                           |
| 여우조연상 | 윤소정                     | 《하루》                                 |
| 신인감독상 | 임상수                     | 《눈물》                                 |
| 신인남우상 | 류승범                     | 《죽거나 혹은 나쁘거나》                 |
| 신인여우상 | 이은주                     | 《오! 수정》                             |
| 기획상 | 이미영                     | 《인터뷰》                               |
| 각본상 | 고은님                     | 《번지점프를 하다》                      |
| 촬영상 | 서정민                     | 《리베라 메》                            |
| 조명상 | 신준하                     | 《리베라 메》                            |
| 편집상 | 박순덕                     | 《리베라 메》                            |
| 미술상 | 김상만                     | 《공동경비구역 JSA》                     |
| 의상상 | 김민희                     | 《비천무》                               |
| 음악상 | 황상준                     | 《단적비연수》                           |
| 영상기술상 | 김원용, 김석원             | 《공동경비구역 JSA》                     |
| 음향기술상 |                            | 《공동경비구역 JSA》                     |
| 특수효과상 | 정도안                     | 《리베라 메》                            |
| 신인기술상 | 이후곤(촬영)               | 《번지점프를 하다》                      |
| 인기남우상 | 이병헌                     | 《공동경비구역 JSA》 《번지점프를 하다》 |
| 인기여우상 | 심은하                     | 《인터뷰》                               |
| 심사위원특별상 | 쿠앤필름                   | 《하루》                                 |
| 특별기술상 | 홍동은(분장), 김호길(소품) |                                          |
| 특별연기상(남자) | 주일몽                     |                                          |
| 특별연기상(여자) | 김애라                     |                                          |
| 영화발전공로상 | 유재형(촬영), 마용천(조명) |                                          |
| 다큐멘터리상 | 계운정                     | 《팬지와 담쟁이》                        |
| 단편영화상 | 권종관                     | 《이발소 이씨》                          |

| \| 부문 \| 수상자 \| 작품 \| \| ---------------- \| -------------------------- \| ------------------------ \| \| 최우수작품상 \| 튜브픽처스 \| 《집으로...》 \| \| 감독상 \| 송해성 \| 《파이란》 \| \| 남우주연상 \| 설경구 \| 《공공의 적》 \| \| 여우주연상 \| 전지현 \| 《엽기적인 그녀》 \| \| 남우조연상 \| 나카무라 토오루 \| 《2009 로스트 메모리즈》 \| \| 여우조연상 \| 방은진 \| 《수취인불명》 \| \| 신인감독상 \| 이시명 \| 《2009 로스트 메모리즈》 \| \| 신인남우상 \| 이종수 \| 《신라의 달밤》 \| \| 신인여우상 \| 서원 \| 《나쁜 남자》 \| \| 기획상 \| 황우현, 황재우 \| 《집으로...》 \| \| 각본상 \| 이정향 \| 《집으로...》 \| \| 각색상 \| 곽재용 \| 《엽기적인 그녀》 \| \| 촬영상 \| 김윤수 \| 《흑수선》 \| \| 조명상 \| 이승구 \| 《흑수선》 \| \| 편집상 \| 김현 \| 《무사》 \| \| 미술상 \| 오상만 \| 《흑수선》 \| \| 의상상 \| 황바오룽 \| 《무사》 \| \| 음악상 \| 미하헬슈타우다허 \| 《인디안 썸머》 \| \| 음향기술상 \| 이규석, 안상호 \| 《2009 로스트 메모리즈》 \| \| 시각효과상 \| 장성호 \| 《2009 로스트 메모리즈》 \| \| 신인기술상 \| 송재석 \| 《킬러들의 수다》 \| \| 인기남우상 \| 차태현 \| 《엽기적인 그녀》 \| \| 인기여우상 \| 전지현 \| 《엽기적인 그녀》 \| \| 심사위원특별상 \| 튜브픽처스 \| 《파이란》 \| \| 특별기술상 \| 이종형(현상), 정기성(스틸) \| \| \| 특별연기상(남자) \| 김기종 \| \| \| 특별연기상(여자) \| 정미경 \| \| \| 영화발전공로상 \| 이경순(녹음) \| \| \| 단편영화상 \| 권종관 \| 《이발소 이씨》 \| |                            |                          |
| 부문 | 수상자                     | 작품                     |
| 최우수작품상 | 튜브픽처스                 | 《집으로...》            |
| 감독상 | 송해성                     | 《파이란》               |
| 남우주연상 | 설경구                     | 《공공의 적》            |
| 여우주연상 | 전지현                     | 《엽기적인 그녀》        |
| 남우조연상 | 나카무라 토오루            | 《2009 로스트 메모리즈》 |
| 여우조연상 | 방은진                     | 《수취인불명》           |
| 신인감독상 | 이시명                     | 《2009 로스트 메모리즈》 |
| 신인남우상 | 이종수                     | 《신라의 달밤》          |
| 신인여우상 | 서원                       | 《나쁜 남자》            |
| 기획상 | 황우현, 황재우             | 《집으로...》            |
| 각본상 | 이정향                     | 《집으로...》            |
| 각색상 | 곽재용                     | 《엽기적인 그녀》        |
| 촬영상 | 김윤수                     | 《흑수선》               |
| 조명상 | 이승구                     | 《흑수선》               |
| 편집상 | 김현                       | 《무사》                 |
| 미술상 | 오상만                     | 《흑수선》               |
| 의상상 | 황바오룽                   | 《무사》                 |
| 음악상 | 미하헬슈타우다허           | 《인디안 썸머》          |
| 음향기술상 | 이규석, 안상호             | 《2009 로스트 메모리즈》 |
| 시각효과상 | 장성호                     | 《2009 로스트 메모리즈》 |
| 신인기술상 | 송재석                     | 《킬러들의 수다》        |
| 인기남우상 | 차태현                     | 《엽기적인 그녀》        |
| 인기여우상 | 전지현                     | 《엽기적인 그녀》        |
| 심사위원특별상 | 튜브픽처스                 | 《파이란》               |
| 특별기술상 | 이종형(현상), 정기성(스틸) |                          |
| 특별연기상(남자) | 김기종                     |                          |
| 특별연기상(여자) | 정미경                     |                          |
| 영화발전공로상 | 이경순(녹음)               |                          |
| 단편영화상 | 권종관                     | 《이발소 이씨》          |

| \| 부문 \| 수상자 \| 작품 \| \| ------------ \| -------------------- \| ------------------------ \| \| 최우수작품상 \| 싸이더스 \| 《살인의 추억》 \| \| 감독상 \| 봉준호 \| 《살인의 추억》 \| \| 남우주연상 \| 송강호 \| 《살인의 추억》 \| \| 여우주연상 \| 이미연 \| 《중독》 \| \| 남우조연상 \| 백윤식 \| 《지구를 지켜라》 \| \| 여우조연상 \| 송윤아 \| 《광복절 특사》 \| \| 신인감독상 \| 장준환 \| 《지구를 지켜라》 \| \| 신인남우상 \| 권상우 \| 《동갑내기 과외하기》 \| \| 신인여우상 \| 손예진 \| 《클래식》 \| \| 기획상 \| 김미희 \| 《선생 김봉두》 \| \| 각본상 \| 장규성, 이원형 \| 《선생 김봉두》 \| \| 촬영상 \| 정광석 \| 《광복절 특사》 \| \| 조명상 \| 이강산 \| 《살인의 추억》 \| \| 편집상 \| 박곡지 \| 《챔피언》 \| \| 미술상 \| 이철호, 최정화 \| 《성냥팔이 소녀의 재림》 \| \| 의상상 \| 임선옥 \| 《성냥팔이 소녀의 재림》 \| \| 음악상 \| 이한나 \| 《로드 무비》 \| \| 음향기술상 \| 이지수, 최태영 \| 《지구를 지켜라》 \| \| 영상기술상 \| 차수민,황현규,김병기 \| 《성냥팔이 소녀의 재림》 \| \| 인기남우상 \| 송강호 \| 《살인의 추억》 \| \| 인기여우상 \| 손예진 \| 《클래식》 \| |                      |                          |
| 부문 | 수상자               | 작품                     |
| 최우수작품상 | 싸이더스             | 《살인의 추억》          |
| 감독상 | 봉준호               | 《살인의 추억》          |
| 남우주연상 | 송강호               | 《살인의 추억》          |
| 여우주연상 | 이미연               | 《중독》                 |
| 남우조연상 | 백윤식               | 《지구를 지켜라》        |
| 여우조연상 | 송윤아               | 《광복절 특사》          |
| 신인감독상 | 장준환               | 《지구를 지켜라》        |
| 신인남우상 | 권상우               | 《동갑내기 과외하기》    |
| 신인여우상 | 손예진               | 《클래식》               |
| 기획상 | 김미희               | 《선생 김봉두》          |
| 각본상 | 장규성, 이원형       | 《선생 김봉두》          |
| 촬영상 | 정광석               | 《광복절 특사》          |
| 조명상 | 이강산               | 《살인의 추억》          |
| 편집상 | 박곡지               | 《챔피언》               |
| 미술상 | 이철호, 최정화       | 《성냥팔이 소녀의 재림》 |
| 의상상 | 임선옥               | 《성냥팔이 소녀의 재림》 |
| 음악상 | 이한나               | 《로드 무비》            |
| 음향기술상 | 이지수, 최태영       | 《지구를 지켜라》        |
| 영상기술상 | 차수민,황현규,김병기 | 《성냥팔이 소녀의 재림》 |
| 인기남우상 | 송강호               | 《살인의 추억》          |
| 인기여우상 | 손예진               | 《클래식》               |

| \| 부문 \| 수상자 \| 작품 \| \| -------------- \| ----------------------------- \| --------------------------------------------------------------- \| \| 최우수작품상 \| LJ필름 \| 《봄 여름 가을 겨울 그리고 봄》 \| \| 감독상 \| 박찬욱 \| 《올드보이》 \| \| 남우주연상 \| 최민식 \| 《올드보이》 \| \| 여우주연상 \| 문소리 \| 《바람난 가족》 \| \| 남우조연상 \| 허준호 \| 《실미도》 \| \| 여우조연상 \| 김가연 \| 《어디선가 누군가에 무슨 일이 생기면 틀림없이 나타난다 홍반장》 \| \| 신인감독상 \| 최동훈 \| 《범죄의 재구성》 \| \| 신인남우상 \| 김래원 \| 《어린 신부》 \| \| 신인여우상 \| 문근영 \| 《어린 신부》 \| \| 기획상 \| 김형준 \| 《실미도》 \| \| 각본상 \| 최동훈 \| 《범죄의 재구성》 \| \| 각색상 \| 김희재 \| 《실미도》 \| \| 촬영상 \| 홍경표 \| 《태극기 휘날리며》 \| \| 조명상 \| 박현원 \| 《올드보이》 \| \| 편집상 \| 김상범 \| 《올드보이》 \| \| 미술상 \| 신보경,강창길,강보길 \| 《태극기 휘날리며》 \| \| 의상상 \| 정구호,김희주 \| 《스캔들: 조선남녀상열지사》 \| \| 음악상 \| 조영욱 \| 《올드보이》 \| \| 음향기술상 \| 이태규, 김석원 \| 《태극기 휘날리며》 \| \| 영상기술상 \| ㈜메커드,문병용,신재호,정도안 \| 《내츄럴 시티》 \| \| 인기남우상 \| 권상우 \| 《말죽거리 잔혹사》 \| \| 인기여우상 \| 문근영 \| 《어린 신부》 \| \| 심사위원특별상 \| 플레너스시네마서비스 \| 《실미도》 \| |                               |                                                                 |
| 부문 | 수상자                        | 작품                                                            |
| 최우수작품상 | LJ필름                        | 《봄 여름 가을 겨울 그리고 봄》                                 |
| 감독상 | 박찬욱                        | 《올드보이》                                                    |
| 남우주연상 | 최민식                        | 《올드보이》                                                    |
| 여우주연상 | 문소리                        | 《바람난 가족》                                                 |
| 남우조연상 | 허준호                        | 《실미도》                                                      |
| 여우조연상 | 김가연                        | 《어디선가 누군가에 무슨 일이 생기면 틀림없이 나타난다 홍반장》 |
| 신인감독상 | 최동훈                        | 《범죄의 재구성》                                               |
| 신인남우상 | 김래원                        | 《어린 신부》                                                   |
| 신인여우상 | 문근영                        | 《어린 신부》                                                   |
| 기획상 | 김형준                        | 《실미도》                                                      |
| 각본상 | 최동훈                        | 《범죄의 재구성》                                               |
| 각색상 | 김희재                        | 《실미도》                                                      |
| 촬영상 | 홍경표                        | 《태극기 휘날리며》                                             |
| 조명상 | 박현원                        | 《올드보이》                                                    |
| 편집상 | 김상범                        | 《올드보이》                                                    |
| 미술상 | 신보경,강창길,강보길          | 《태극기 휘날리며》                                             |
| 의상상 | 정구호,김희주                 | 《스캔들: 조선남녀상열지사》                                    |
| 음악상 | 조영욱                        | 《올드보이》                                                    |
| 음향기술상 | 이태규, 김석원                | 《태극기 휘날리며》                                             |
| 영상기술상 | ㈜메커드,문병용,신재호,정도안 | 《내츄럴 시티》                                                 |
| 인기남우상 | 권상우                        | 《말죽거리 잔혹사》                                             |
| 인기여우상 | 문근영                        | 《어린 신부》                                                   |
| 심사위원특별상 | 플레너스시네마서비스          | 《실미도》                                                      |

| \| 부문 \| 수상자 \| 작품 \| \| -------------- \| --------------------- \| ----------------------- \| \| 최우수작품상 \| ㈜시네라인투 \| 《말아톤》 \| \| 감독상 \| 송해성 \| 《역도산》 \| \| 남우주연상 \| 조승우 \| 《말아톤》 \| \| 여우주연상 \| 김혜수 \| 《얼굴 없는 미녀》 \| \| 남우조연상 \| 황정민 \| 《달콤한 인생》 \| \| 여우조연상 \| 나문희 \| 《주먹이 운다》 \| \| 신인감독상 \| 정윤철 \| 《말아톤》 \| \| 신인남우상 \| 고수 \| 《썸》 \| \| 신인여우상 \| 이청아 \| 《늑대의 유혹》 \| \| 기획상 \| 석명홍 \| 《말아톤》 \| \| 각본상 \| 정윤철,윤진호,송예진 \| 《말아톤》 \| \| 각색상 \| 김영하 \| 《내 머리 속의 지우개》 \| \| 촬영상 \| 김형구 \| 《역도산》 \| \| 조명상 \| 임재영 \| 《얼굴 없는 미녀》 \| \| 편집상 \| 남나영 \| 《주먹이 운다》 \| \| 미술상 \| 민언옥 \| 《혈의 누》 \| \| 의상상 \| 정경희 \| 《혈의 누》 \| \| 음악상 \| 김준성 \| 《말아톤》 \| \| 음향기술상 \| 이승철,영화진흥위원회 \| 《얼굴 없는 미녀》 \| \| 영상기술상 \| 정덕영,윤여진 \| 《혈의 누》 \| \| 인기남우상 \| 조승우 \| 《말아톤》 \| \| 인기여우상 \| 문근영 \| 《댄서의 순정》 \| \| 영화발전공로상 \| 유현목 \| \| |                       |                         |
| 부문 | 수상자                | 작품                    |
| 최우수작품상 | ㈜시네라인투          | 《말아톤》              |
| 감독상 | 송해성                | 《역도산》              |
| 남우주연상 | 조승우                | 《말아톤》              |
| 여우주연상 | 김혜수                | 《얼굴 없는 미녀》      |
| 남우조연상 | 황정민                | 《달콤한 인생》         |
| 여우조연상 | 나문희                | 《주먹이 운다》         |
| 신인감독상 | 정윤철                | 《말아톤》              |
| 신인남우상 | 고수                  | 《썸》                  |
| 신인여우상 | 이청아                | 《늑대의 유혹》         |
| 기획상 | 석명홍                | 《말아톤》              |
| 각본상 | 정윤철,윤진호,송예진  | 《말아톤》              |
| 각색상 | 김영하                | 《내 머리 속의 지우개》 |
| 촬영상 | 김형구                | 《역도산》              |
| 조명상 | 임재영                | 《얼굴 없는 미녀》      |
| 편집상 | 남나영                | 《주먹이 운다》         |
| 미술상 | 민언옥                | 《혈의 누》             |
| 의상상 | 정경희                | 《혈의 누》             |
| 음악상 | 김준성                | 《말아톤》              |
| 음향기술상 | 이승철,영화진흥위원회 | 《얼굴 없는 미녀》      |
| 영상기술상 | 정덕영,윤여진         | 《혈의 누》             |
| 인기남우상 | 조승우                | 《말아톤》              |
| 인기여우상 | 문근영                | 《댄서의 순정》         |
| 영화발전공로상 | 유현목                |                         |

| \| 부문 \| 수상자 \| 작품 \| \| ------------------ \| ----------------- \| ------------------ \| \| 최우수작품상 \| 이글픽처스 \| 《왕의 남자》 \| \| 감독상 \| 이준익 \| 《왕의 남자》 \| \| 남우주연상 \| 감우성 \| 《왕의 남자》 \| \| 여우주연상 \| 전도연 \| 《너는 내 운명》 \| \| 남우조연상 \| 유해진 \| 《왕의 남자》 \| \| 여우조연상 \| 강혜정 \| 《웰컴 투 동막골》 \| \| 신인감독상 \| 한재림 \| 《연애의 목적》 \| \| 신인남우상 \| 이준기 \| 《왕의 남자》 \| \| 신인여우상 \| 추자현 \| 《사생결단》 \| \| 기획상 \| 오정완 외 \| 《너는 내 운명》 \| \| 각본상 \| 최석환 \| 《왕의 남자》 \| \| 촬영상 \| 지길웅 \| 《왕의 남자》 \| \| 조명상 \| 유영종 \| 《태풍》 \| \| 편집상 \| 김상범 \| 《사생결단》 \| \| 미술상 \| 이형주 외 \| 《형사 Duelist》 \| \| 의상상 \| 정경희 \| 《음란서생》 \| \| 음악상 \| 미하엘 슈타우다허 \| 《청연》 \| \| 음향기술상 \| 은희수 외 \| 《청연》 \| \| 영상기술상 \| 강종익 외 \| 《태풍》 \| \| 인기남우상 \| 이준기 \| 《왕의 남자》 \| \| 인기여우상 \| 강성연 \| 《왕의 남자》 \| \| 데뷔 50주년 기념상 \| 안성기 \| \| \| 영화발전공로상 \| 이경자 \| \| \| 남우해외인기상 \| 이준기 \| 《왕의 남자》 \| \| 여우해외인기상 \| 이영애 \| 《친절한 금자씨》 \| |                   |                    |
| 부문 | 수상자            | 작품               |
| 최우수작품상 | 이글픽처스        | 《왕의 남자》      |
| 감독상 | 이준익            | 《왕의 남자》      |
| 남우주연상 | 감우성            | 《왕의 남자》      |
| 여우주연상 | 전도연            | 《너는 내 운명》   |
| 남우조연상 | 유해진            | 《왕의 남자》      |
| 여우조연상 | 강혜정            | 《웰컴 투 동막골》 |
| 신인감독상 | 한재림            | 《연애의 목적》    |
| 신인남우상 | 이준기            | 《왕의 남자》      |
| 신인여우상 | 추자현            | 《사생결단》       |
| 기획상 | 오정완 외         | 《너는 내 운명》   |
| 각본상 | 최석환            | 《왕의 남자》      |
| 촬영상 | 지길웅            | 《왕의 남자》      |
| 조명상 | 유영종            | 《태풍》           |
| 편집상 | 김상범            | 《사생결단》       |
| 미술상 | 이형주 외         | 《형사 Duelist》   |
| 의상상 | 정경희            | 《음란서생》       |
| 음악상 | 미하엘 슈타우다허 | 《청연》           |
| 음향기술상 | 은희수 외         | 《청연》           |
| 영상기술상 | 강종익 외         | 《태풍》           |
| 인기남우상 | 이준기            | 《왕의 남자》      |
| 인기여우상 | 강성연            | 《왕의 남자》      |
| 데뷔 50주년 기념상 | 안성기            |                    |
| 영화발전공로상 | 이경자            |                    |
| 남우해외인기상 | 이준기            | 《왕의 남자》      |
| 여우해외인기상 | 이영애            | 《친절한 금자씨》  |

| \| 부문 \| 수상자 \| 작품 \| \| -------------- \| -------------- \| ----------------------- \| \| 최우수작품상 \| 블루스톰 \| 《가족의 탄생》 \| \| 감독상 \| 봉준호 \| 《괴물》 \| \| 남우주연상 \| 안성기 \| 《라디오스타》 \| \| 여우주연상 \| 김아중 \| 《미녀는 괴로워》 \| \| 남우조연상 \| 김윤석 \| 《타짜》 \| \| 여우조연상 \| 심혜진 \| 《국경의 남쪽》 \| \| 신인감독상 \| 권형진 \| 《호로비츠를 위하여》 \| \| 신인남우상 \| 류덕환 \| 《천하장사 마돈나》 \| \| 신인여우상 \| 조이진 \| 《국경의 남쪽》 \| \| 기획상 \| 이정학 \| 《각설탕》 \| \| 각본상 \| 성기영, 김태용 \| 《가족의 탄생》 \| \| 촬영상 \| 박현철 \| 《미녀는 괴로워》 \| \| 조명상 \| 이주생 \| 《극락도 살인사건》 \| \| 편집상 \| 김선민 \| 《괴물》 \| \| 미술상 \| 김기철 \| 《중천》 \| \| 의상상 \| 조상경 \| 《타짜》 \| \| 음악상 \| 이재학 \| 《미녀는 괴로워》 \| \| 음향기술상 \| 정광호 외 \| 《각설탕》 \| \| 영상기술상 \| DTI외 3명 \| 《중천》 \| \| 인기남우상 \| 이범수 \| 《짝패》 \| \| 인기여우상 \| 김아중 \| 《미녀는 괴로워》 \| \| 특별상 \| 전도연 \| \| \| 공로상 \| 신영균 \| \| \| 남우해외인기상 \| 정지훈 \| 《싸이보그지만 괜찮아》 \| \| 여우해외인기상 \| 김태희 \| 《중천》 \| |                |                         |
| 부문 | 수상자         | 작품                    |
| 최우수작품상 | 블루스톰       | 《가족의 탄생》         |
| 감독상 | 봉준호         | 《괴물》                |
| 남우주연상 | 안성기         | 《라디오스타》          |
| 여우주연상 | 김아중         | 《미녀는 괴로워》       |
| 남우조연상 | 김윤석         | 《타짜》                |
| 여우조연상 | 심혜진         | 《국경의 남쪽》         |
| 신인감독상 | 권형진         | 《호로비츠를 위하여》   |
| 신인남우상 | 류덕환         | 《천하장사 마돈나》     |
| 신인여우상 | 조이진         | 《국경의 남쪽》         |
| 기획상 | 이정학         | 《각설탕》              |
| 각본상 | 성기영, 김태용 | 《가족의 탄생》         |
| 촬영상 | 박현철         | 《미녀는 괴로워》       |
| 조명상 | 이주생         | 《극락도 살인사건》     |
| 편집상 | 김선민         | 《괴물》                |
| 미술상 | 김기철         | 《중천》                |
| 의상상 | 조상경         | 《타짜》                |
| 음악상 | 이재학         | 《미녀는 괴로워》       |
| 음향기술상 | 정광호 외      | 《각설탕》              |
| 영상기술상 | DTI외 3명      | 《중천》                |
| 인기남우상 | 이범수         | 《짝패》                |
| 인기여우상 | 김아중         | 《미녀는 괴로워》       |
| 특별상 | 전도연         |                         |
| 공로상 | 신영균         |                         |
| 남우해외인기상 | 정지훈         | 《싸이보그지만 괜찮아》 |
| 여우해외인기상 | 김태희         | 《중천》                |

| \| 부문 \| 수상자 \| 작품 \| \| ------------ \| -------------- \| ------------------- \| \| 최우수작품상 \| 영화사 비단길 \| 《추격자》 \| \| 감독상 \| 나홍진 \| 《추격자》 \| \| 남우주연상 \| 김윤석 \| 《추격자》 \| \| 여우주연상 \| 김윤진 \| 《세븐데이즈》 \| \| 남우조연상 \| 유준상 \| 《리턴》 \| \| 여우조연상 \| 김해숙 \| 《무방비도시》 \| \| 신인감독상 \| 오점균 \| 《경축! 우리 사랑》 \| \| 신인남우상 \| 다니엘 헤니 \| 《마이 파더》 \| \| 신인여우상 \| 한예슬 \| 《용의주도 미스신》 \| \| 기획상 \| 김수진, 윤인범 \| 《추격자》 \| \| 각본상 \| 박윤 \| 《경축! 우리 사랑》 \| \| 촬영상 \| 이성제 \| 《추격자》 \| \| 조명상 \| 박세문 \| 《궁녀》 \| \| 편집상 \| 신민경 \| 《세븐데이즈》 \| \| 미술상 \| 유주호, 윤상윤 \| 《M》 \| \| 의상상 \| 정구호 \| 《황진이》 \| \| 음악상 \| 원일 \| 《황진이》 \| \| 음향기술상 \| 이은주, 이승철 \| 《세븐데이즈》 \| \| 영상기술상 \| 영구아트 \| 《디워》 \| \| 인기남우상 \| 김윤석 \| 《추격자》 \| \| 인기여우상 \| 한예슬 \| 《용의주도 미스신》 \| |                |                     |
| 부문 | 수상자         | 작품                |
| 최우수작품상 | 영화사 비단길  | 《추격자》          |
| 감독상 | 나홍진         | 《추격자》          |
| 남우주연상 | 김윤석         | 《추격자》          |
| 여우주연상 | 김윤진         | 《세븐데이즈》      |
| 남우조연상 | 유준상         | 《리턴》            |
| 여우조연상 | 김해숙         | 《무방비도시》      |
| 신인감독상 | 오점균         | 《경축! 우리 사랑》 |
| 신인남우상 | 다니엘 헤니    | 《마이 파더》       |
| 신인여우상 | 한예슬         | 《용의주도 미스신》 |
| 기획상 | 김수진, 윤인범 | 《추격자》          |
| 각본상 | 박윤           | 《경축! 우리 사랑》 |
| 촬영상 | 이성제         | 《추격자》          |
| 조명상 | 박세문         | 《궁녀》            |
| 편집상 | 신민경         | 《세븐데이즈》      |
| 미술상 | 유주호, 윤상윤 | 《M》               |
| 의상상 | 정구호         | 《황진이》          |
| 음악상 | 원일           | 《황진이》          |
| 음향기술상 | 이은주, 이승철 | 《세븐데이즈》      |
| 영상기술상 | 영구아트       | 《디워》            |
| 인기남우상 | 김윤석         | 《추격자》          |
| 인기여우상 | 한예슬         | 《용의주도 미스신》 |

| \| 부문 \| 수상자 \| 작품 \| \| -------------- \| ------------------ \| --------------------------- \| \| 최우수작품상 \| KnJ 엔터테인먼트 \| 《신기전》 \| \| 감독상 \| 김용화 \| 《국가대표》 \| \| 남우주연상 \| 김명민 \| 《내 사랑 내 곁에》 \| \| 여우주연상 \| 수애 \| 《님은 먼 곳에》 \| \| 남우조연상 \| 진구 \| 《마더》 \| \| 여우조연상 \| 김영애 \| 《애자》 \| \| 신인감독상 \| 이호재 \| 《작전》 \| \| 신인남우상 \| 강지환 \| 《7급 공무원》 \| \| 신인여우상 \| 김꽃비 \| 《똥파리》 \| \| 기획상 \| 윤제균 \| 《해운대》 \| \| 각본상 \| 장훈,오세연,옥진곤 \| 《영화는 영화다》 \| \| 촬영상 \| 박희주 \| 《미인도》 \| \| 조명상 \| 박현원 \| 《박쥐》 \| \| 편집상 \| 김현 \| 《신기전》 \| \| 미술상 \| 김기철 \| 《쌍화점》 \| \| 의상상 \| 남나영 \| 《좋은놈 나쁜놈 이상한놈》 \| \| 음악상 \| 김준석 \| 《쌍화점》 \| \| 음향기술상 \| 오세진 \| 《신기전》 \| \| 영상기술상 \| 정성진 \| 《국가대표》 \| \| 인기남우상 \| 김명민 \| 《내 사랑 내 곁에》 \| \| 인기여우상 \| 박보영 \| 《과속스캔들》 \| \| 심사위원특별상 \| 문자영 \| 《엄마를 기다리며》 \| \| 장려상 \| 양준호 이은천 \| 《상견례 하는 날》 《솔로》 \| \| 공로상 \| 강대선 \| \| \| 단편영화감독상 \| 강동헌 \| 《굿바이》 \| \| 단편영화상 \| 김준성 \| 《마지막 귀갓길》 \| |                    |                             |
| 부문 | 수상자             | 작품                        |
| 최우수작품상 | KnJ 엔터테인먼트   | 《신기전》                  |
| 감독상 | 김용화             | 《국가대표》                |
| 남우주연상 | 김명민             | 《내 사랑 내 곁에》         |
| 여우주연상 | 수애               | 《님은 먼 곳에》            |
| 남우조연상 | 진구               | 《마더》                    |
| 여우조연상 | 김영애             | 《애자》                    |
| 신인감독상 | 이호재             | 《작전》                    |
| 신인남우상 | 강지환             | 《7급 공무원》              |
| 신인여우상 | 김꽃비             | 《똥파리》                  |
| 기획상 | 윤제균             | 《해운대》                  |
| 각본상 | 장훈,오세연,옥진곤 | 《영화는 영화다》           |
| 촬영상 | 박희주             | 《미인도》                  |
| 조명상 | 박현원             | 《박쥐》                    |
| 편집상 | 김현               | 《신기전》                  |
| 미술상 | 김기철             | 《쌍화점》                  |
| 의상상 | 남나영             | 《좋은놈 나쁜놈 이상한놈》  |
| 음악상 | 김준석             | 《쌍화점》                  |
| 음향기술상 | 오세진             | 《신기전》                  |
| 영상기술상 | 정성진             | 《국가대표》                |
| 인기남우상 | 김명민             | 《내 사랑 내 곁에》         |
| 인기여우상 | 박보영             | 《과속스캔들》              |
| 심사위원특별상 | 문자영             | 《엄마를 기다리며》         |
| 장려상 | 양준호 이은천      | 《상견례 하는 날》 《솔로》 |
| 공로상 | 강대선             |                             |
| 단편영화감독상 | 강동헌             | 《굿바이》                  |
| 단편영화상 | 김준성             | 《마지막 귀갓길》           |

## 2010년대
| \| 부문 \| 수상자 \| 작품 \| \| --------------------- \| ------------------ \| -------------------------- \| \| 최우수작품상 \| (주)파인하우스필름 \| 《시》 \| \| 감독상 \| 강우석 \| 《이끼》 \| \| 남우주연상 \| 원빈 \| 《아저씨》 \| \| 여우주연상 \| 윤정희 \| 《시》 \| \| 남우조연상 \| 김희라 송새벽 \| 《시》 《방자전》 \| \| 여우조연상 \| 윤여정 \| 《하녀》 \| \| 신인감독상 \| 장철수 \| 《김복남 살인사건의 전말》 \| \| 신인남우상 \| 정우 \| 《바람》 \| \| 신인여우상 \| 이민정 \| 《시라노; 연애조작단》 \| \| 기획상 \| 김준종 \| 《맨발의 꿈》 \| \| 각본상 \| 이창동 \| 《시》 \| \| 촬영상 \| 김성복 \| 《이끼》 \| \| 조명상 \| 오승철 \| 《악마를 보았다》 \| \| 편집상 \| 김상범 \| 《아저씨》 \| \| 미술상 \| 조성원, 이태훈 \| 《이끼》 \| \| 의상상 \| 정경희 \| 《방자전》 \| \| 음악상 \| 김성복 \| 《이끼》 \| \| 음향기술상 \| 오세진, 신현정 \| 《이끼》 \| \| 영상기술상 \| 김태의 \| 《아저씨》 \| \| 인기남우상 \| 원빈 \| 《아저씨》 \| \| 인기여우상 \| 이민정 \| 《시라노; 연애조작단》 \| \| 해외영화특별상 \| \| 《압둘하미드주마》 \| \| 영화발전공로상 \| 최은희 \| \| \| 한류인기상 \| 최승현 \| 《포화 속으로》 \| \| 자랑스러운 영화인대상 \| 신영균 \| \| |                    |                            |
| 부문 | 수상자             | 작품                       |
| 최우수작품상 | (주)파인하우스필름 | 《시》                     |
| 감독상 | 강우석             | 《이끼》                   |
| 남우주연상 | 원빈               | 《아저씨》                 |
| 여우주연상 | 윤정희             | 《시》                     |
| 남우조연상 | 김희라 송새벽      | 《시》 《방자전》          |
| 여우조연상 | 윤여정             | 《하녀》                   |
| 신인감독상 | 장철수             | 《김복남 살인사건의 전말》 |
| 신인남우상 | 정우               | 《바람》                   |
| 신인여우상 | 이민정             | 《시라노; 연애조작단》     |
| 기획상 | 김준종             | 《맨발의 꿈》              |
| 각본상 | 이창동             | 《시》                     |
| 촬영상 | 김성복             | 《이끼》                   |
| 조명상 | 오승철             | 《악마를 보았다》          |
| 편집상 | 김상범             | 《아저씨》                 |
| 미술상 | 조성원, 이태훈     | 《이끼》                   |
| 의상상 | 정경희             | 《방자전》                 |
| 음악상 | 김성복             | 《이끼》                   |
| 음향기술상 | 오세진, 신현정     | 《이끼》                   |
| 영상기술상 | 김태의             | 《아저씨》                 |
| 인기남우상 | 원빈               | 《아저씨》                 |
| 인기여우상 | 이민정             | 《시라노; 연애조작단》     |
| 해외영화특별상 |                    | 《압둘하미드주마》         |
| 영화발전공로상 | 최은희             |                            |
| 한류인기상 | 최승현             | 《포화 속으로》            |
| 자랑스러운 영화인대상 | 신영균             |                            |

| \| 부문 \| 수상자 \| 작품 \| \| -------------- \| -------------- \| --------------------------------- \| \| 최우수작품상 \| TPS컴퍼니 \| 《고지전》 \| \| 감독상 \| 강형철 \| 《써니》 \| \| 남우주연상 \| 박해일 \| 《최종병기 활》 \| \| 여우주연상 \| 김하늘 \| 《블라인드》 \| \| 남우조연상 \| 조성하 \| 《황해》 \| \| 여우조연상 \| 심은경 \| 《로맨틱 헤븐》 \| \| 신인감독상 \| 윤성현 \| 《파수꾼》 \| \| 신인남우상 \| 이제훈 \| 《파수꾼》 \| \| 신인여우상 \| 문채원 \| 《최종병기 활》 \| \| 기획상 \| 이우정 \| 《고지전》 \| \| 각본상 \| 최민석 \| 《블라인드》 \| \| 촬영상 \| 김우형 \| 《고지전》 \| \| 조명상 \| 김민재 \| 《고지전》 \| \| 편집상 \| 남나영 \| 《써니》 \| \| 미술상 \| 채경선 \| 《조선명탐정: 각시투구꽃의 비밀》 \| \| 의상상 \| 채경화 \| 《황해》 \| \| 음악상 \| 조성우, 최용락 \| 《만추》 \| \| 영상기술상 \| 한영우 \| 《최종병기 활》 \| \| 음향기술상 \| 최태영 \| 《최종병기 활》 \| \| 인기남우상 \| 원빈 \| \| \| 영화발전공로상 \| 이대근 \| \| |                |                                   |
| 부문 | 수상자         | 작품                              |
| 최우수작품상 | TPS컴퍼니      | 《고지전》                        |
| 감독상 | 강형철         | 《써니》                          |
| 남우주연상 | 박해일         | 《최종병기 활》                   |
| 여우주연상 | 김하늘         | 《블라인드》                      |
| 남우조연상 | 조성하         | 《황해》                          |
| 여우조연상 | 심은경         | 《로맨틱 헤븐》                   |
| 신인감독상 | 윤성현         | 《파수꾼》                        |
| 신인남우상 | 이제훈         | 《파수꾼》                        |
| 신인여우상 | 문채원         | 《최종병기 활》                   |
| 기획상 | 이우정         | 《고지전》                        |
| 각본상 | 최민석         | 《블라인드》                      |
| 촬영상 | 김우형         | 《고지전》                        |
| 조명상 | 김민재         | 《고지전》                        |
| 편집상 | 남나영         | 《써니》                          |
| 미술상 | 채경선         | 《조선명탐정: 각시투구꽃의 비밀》 |
| 의상상 | 채경화         | 《황해》                          |
| 음악상 | 조성우, 최용락 | 《만추》                          |
| 영상기술상 | 한영우         | 《최종병기 활》                   |
| 음향기술상 | 최태영         | 《최종병기 활》                   |
| 인기남우상 | 원빈           |                                   |
| 영화발전공로상 | 이대근         |                                   |

| \| 부문 \| 수상자 \| 작품 \| \| -------------- \| ------------------------------- \| ---------------------- \| \| 최우수작품상 \| 리얼라이즈픽처스 \| 《광해, 왕이 된 남자》 \| \| 감독상 \| 추창민 \| 《광해, 왕이 된 남자》 \| \| 남우주연상 \| 이병헌 \| 《광해, 왕이 된 남자》 \| \| 여우주연상 \| 조민수 \| 《피에타》 \| \| 남우조연상 \| 류승룡 \| 《광해, 왕이 된 남자》 \| \| 여우조연상 \| 김해숙 \| 《도둑들》 \| \| 신인감독상 \| 최종태 \| 《해로》 \| \| 신인남우상 \| 김성균 \| 《이웃사람》 \| \| 신인여우상 \| 김고은 \| 《은교》 \| \| 기획상 \| 임상진 \| 《광해, 왕이 된 남자》 \| \| 각본상 \| 황조윤 \| 《광해, 왕이 된 남자》 \| \| 촬영상 \| 이태윤 \| 《광해, 왕이 된 남자》 \| \| 조명상 \| 오승철 \| 《광해, 왕이 된 남자》 \| \| 편집상 \| 남나영 \| 《광해, 왕이 된 남자》 \| \| 미술상 \| 오흥석 \| 《광해, 왕이 된 남자》 \| \| 의상상 \| 권유진, 임승희 \| 《광해, 왕이 된 남자》 \| \| 음악상 \| 김준성, 모그 \| 《광해, 왕이 된 남자》 \| \| 영상기술상 \| 정재훈 \| 《광해, 왕이 된 남자》 \| \| 음향기술상 \| 이상준 \| 《광해, 왕이 된 남자》 \| \| 인기남우상 \| 이병헌 \| 《광해, 왕이 된 남자》 \| \| 심사위원특별상 \| 김기덕 \| 《피에타》 \| \| 영화발전공로상 \| 곽정환(영화 감독), 고은아(배우) \| \| \| 단편영화상 \| 최지연 \| 《여자》 \| |                                 |                        |
| 부문 | 수상자                          | 작품                   |
| 최우수작품상 | 리얼라이즈픽처스                | 《광해, 왕이 된 남자》 |
| 감독상 | 추창민                          | 《광해, 왕이 된 남자》 |
| 남우주연상 | 이병헌                          | 《광해, 왕이 된 남자》 |
| 여우주연상 | 조민수                          | 《피에타》             |
| 남우조연상 | 류승룡                          | 《광해, 왕이 된 남자》 |
| 여우조연상 | 김해숙                          | 《도둑들》             |
| 신인감독상 | 최종태                          | 《해로》               |
| 신인남우상 | 김성균                          | 《이웃사람》           |
| 신인여우상 | 김고은                          | 《은교》               |
| 기획상 | 임상진                          | 《광해, 왕이 된 남자》 |
| 각본상 | 황조윤                          | 《광해, 왕이 된 남자》 |
| 촬영상 | 이태윤                          | 《광해, 왕이 된 남자》 |
| 조명상 | 오승철                          | 《광해, 왕이 된 남자》 |
| 편집상 | 남나영                          | 《광해, 왕이 된 남자》 |
| 미술상 | 오흥석                          | 《광해, 왕이 된 남자》 |
| 의상상 | 권유진, 임승희                  | 《광해, 왕이 된 남자》 |
| 음악상 | 김준성, 모그                    | 《광해, 왕이 된 남자》 |
| 영상기술상 | 정재훈                          | 《광해, 왕이 된 남자》 |
| 음향기술상 | 이상준                          | 《광해, 왕이 된 남자》 |
| 인기남우상 | 이병헌                          | 《광해, 왕이 된 남자》 |
| 심사위원특별상 | 김기덕                          | 《피에타》             |
| 영화발전공로상 | 곽정환(영화 감독), 고은아(배우) |                        |
| 단편영화상 | 최지연                          | 《여자》               |

| \| 부문 \| 수상자 \| 작품 \| \| ------------------- \| ---------------------------------- \| ------------------------- \| \| 최우수작품상 \| (주)주피터필름 \| 《관상》 \| \| 감독상 \| 한재림 \| 《관상》 \| \| 남우주연상 \| 류승룡 송강호 \| 《7번방의 선물》 《관상》 \| \| 여우주연상 \| 엄정화 \| 《몽타주》 \| \| 남우조연상 \| 조정석 \| 《관상》 \| \| 여우조연상 \| 장영남 \| 《늑대소년》 \| \| 신인감독상 \| 정병길 \| 《내가 살인범이다》 \| \| 신인남우상 \| 김수현 \| 《은밀하게 위대하게》 \| \| 신인여우상 \| 서은아 \| 《짓》 \| \| 기획상 \| \| 《7번방의 선물》 \| \| 각본상 \| 이환경 \| 《7번방의 선물》 \| \| 촬영상 \| 최영환 \| 《베를린》 \| \| 조명상 \| 김성관 \| 《베를린》 \| \| 편집상 \| 최민영, 김창주 \| 《설국열차》 \| \| 미술상 \| 앙드레넥바실 \| 《설국열차》 \| \| 의상상 \| 신현섭 \| 《관상》 \| \| 음악상 \| 조영욱 \| 《신세계》 \| \| 기술상 \| 컴퓨터그래픽 디지털아이디어 손승현 \| 《타워》 \| \| 하나금융그룹 인기상 \| 이정재 \| 《관상》,《신세계》 \| \| 심사위원특별상 \| 갈소원 \| 《7번방의 선물》 \| \| 영화발전공로상 \| 황정순(영화배우), 정일성(촬영감독) \| \| |                                    |                           |
| 부문 | 수상자                             | 작품                      |
| 최우수작품상 | (주)주피터필름                     | 《관상》                  |
| 감독상 | 한재림                             | 《관상》                  |
| 남우주연상 | 류승룡 송강호                      | 《7번방의 선물》 《관상》 |
| 여우주연상 | 엄정화                             | 《몽타주》                |
| 남우조연상 | 조정석                             | 《관상》                  |
| 여우조연상 | 장영남                             | 《늑대소년》              |
| 신인감독상 | 정병길                             | 《내가 살인범이다》       |
| 신인남우상 | 김수현                             | 《은밀하게 위대하게》     |
| 신인여우상 | 서은아                             | 《짓》                    |
| 기획상 |                                    | 《7번방의 선물》          |
| 각본상 | 이환경                             | 《7번방의 선물》          |
| 촬영상 | 최영환                             | 《베를린》                |
| 조명상 | 김성관                             | 《베를린》                |
| 편집상 | 최민영, 김창주                     | 《설국열차》              |
| 미술상 | 앙드레넥바실                       | 《설국열차》              |
| 의상상 | 신현섭                             | 《관상》                  |
| 음악상 | 조영욱                             | 《신세계》                |
| 기술상 | 컴퓨터그래픽 디지털아이디어 손승현 | 《타워》                  |
| 하나금융그룹 인기상 | 이정재                             | 《관상》,《신세계》       |
| 심사위원특별상 | 갈소원                             | 《7번방의 선물》          |
| 영화발전공로상 | 황정순(영화배우), 정일성(촬영감독) |                           |

| \| 부문[1] \| 수상자 \| 작품 \| \| ------------------- \| -------------------- \| --------------------------------------- \| \| 최우수작품상 \| 빅스톤픽쳐스 \| 《명량》 \| \| 감독상 \| 김성훈 \| 《끝까지 간다》 \| \| 남우주연상 \| 최민식 \| 《명량》 \| \| 여우주연상 \| 손예진 \| 《해적: 바다로 간 산적》 \| \| 남우조연상 \| 유해진 \| 《해적: 바다로 간 산적》 \| \| 여우조연상 \| 김영애 \| 《변호인》 \| \| 신인감독상 \| 양우석 \| 《변호인》 \| \| 신인남우상 \| 박유천 \| 《해무》 \| \| 신인여우상 \| 임지연 \| 《인간중독》 \| \| 기획상 \| 김한민 \| 《명량》 \| \| 각본상 \| 양우석, 윤현호 \| 《변호인》 \| \| 촬영상 \| 김태성 \| 《끝까지 간다》 \| \| 조명상 \| 김경석 \| 《끝까지 간다》 \| \| 편집상 \| 신민경 \| 《신의 한 수》 \| \| 미술상 \| 조화성 \| 《역린》 \| \| 의상상 \| 조상경 \| 《군도: 민란의 시대》 \| \| 음악상 \| 모그 \| 《수상한 그녀》 \| \| 기술상 \| 특수효과 윤대원 \| 《명량》 \| \| 하나금융그룹 인기상 \| 김우빈 임시완 이하늬 \| 《친구 2》 《변호인》 《타짜: 신의 손》 \| \| 영화발전공로상 \| 정진우 \| \| |                      |                                         |
| 부문 | 수상자               | 작품                                    |
| 최우수작품상 | 빅스톤픽쳐스         | 《명량》                                |
| 감독상 | 김성훈               | 《끝까지 간다》                         |
| 남우주연상 | 최민식               | 《명량》                                |
| 여우주연상 | 손예진               | 《해적: 바다로 간 산적》                |
| 남우조연상 | 유해진               | 《해적: 바다로 간 산적》                |
| 여우조연상 | 김영애               | 《변호인》                              |
| 신인감독상 | 양우석               | 《변호인》                              |
| 신인남우상 | 박유천               | 《해무》                                |
| 신인여우상 | 임지연               | 《인간중독》                            |
| 기획상 | 김한민               | 《명량》                                |
| 각본상 | 양우석, 윤현호       | 《변호인》                              |
| 촬영상 | 김태성               | 《끝까지 간다》                         |
| 조명상 | 김경석               | 《끝까지 간다》                         |
| 편집상 | 신민경               | 《신의 한 수》                          |
| 미술상 | 조화성               | 《역린》                                |
| 의상상 | 조상경               | 《군도: 민란의 시대》                   |
| 음악상 | 모그                 | 《수상한 그녀》                         |
| 기술상 | 특수효과 윤대원      | 《명량》                                |
| 하나금융그룹 인기상 | 김우빈 임시완 이하늬 | 《친구 2》 《변호인》 《타짜: 신의 손》 |
| 영화발전공로상 | 정진우               |                                         |

| \| 부문 \| 수상자 \| 작품 \| \| -------------- \| ------------------------------------- \| ------------------------------------------------------------------------------------- \| \| 최우수작품상 \| JK필름 \| 《국제시장》 \| \| 감독상 \| 윤제균 \| 《국제시장》 \| \| 남우주연상 \| 황정민 \| 《국제시장》 \| \| 여우주연상 \| 전지현 \| 《암살》 \| \| 남우조연상 \| 오달수 \| 《국제시장》 \| \| 여우조연상 \| 김해숙 \| 《사도》 \| \| 신인감독상 \| 백종열 \| 《뷰티 인사이드》 \| \| 신인남우상 \| 이민호 \| 《강남 1970》 \| \| 신인여우상 \| 이유영 \| 《봄》 \| \| 기획상 \| \| 《국제시장》 \| \| 시나리오상 \| 박수진 \| 《국제시장》 \| \| 촬영상 \| 최영환 \| 《국제시장》 \| \| 편집상 \| 이진 \| 《국제시장》 \| \| 조명상 \| 김민재 \| 《경성학교: 사라진 소녀들》 \| \| 미술상 \| 채경선 \| 《상의원》 \| \| 의상상 \| 조상경 \| 《상의원》 \| \| 음악상 \| 김준성 \| 《더 테너 리리코 스핀토》 \| \| 녹음상 \| 이승철 외 \| 《국제시장》 \| \| 인기남우상 \| 김수현 \| \| \| 인기여우상 \| 공효진 \| \| \| 해외 부문상 \| 가오위안위안(高圓圓) 쑨훙레이(孫紅雷) \| 《단신남녀2》 《일생일세》《우리 결혼합시다》 《촉불가급》《침묵의 목격자》《소년반》 \| \| 첨단기술특별상 \| 한태정 외 \| 《국제시장》 \| \| 영화발전공로상 \| 정창화 윤일봉 \| \| |                                       |                                                                                       |
| 부문 | 수상자                                | 작품                                                                                  |
| 최우수작품상 | JK필름                                | 《국제시장》                                                                          |
| 감독상 | 윤제균                                | 《국제시장》                                                                          |
| 남우주연상 | 황정민                                | 《국제시장》                                                                          |
| 여우주연상 | 전지현                                | 《암살》                                                                              |
| 남우조연상 | 오달수                                | 《국제시장》                                                                          |
| 여우조연상 | 김해숙                                | 《사도》                                                                              |
| 신인감독상 | 백종열                                | 《뷰티 인사이드》                                                                     |
| 신인남우상 | 이민호                                | 《강남 1970》                                                                         |
| 신인여우상 | 이유영                                | 《봄》                                                                                |
| 기획상 |                                       | 《국제시장》                                                                          |
| 시나리오상 | 박수진                                | 《국제시장》                                                                          |
| 촬영상 | 최영환                                | 《국제시장》                                                                          |
| 편집상 | 이진                                  | 《국제시장》                                                                          |
| 조명상 | 김민재                                | 《경성학교: 사라진 소녀들》                                                           |
| 미술상 | 채경선                                | 《상의원》                                                                            |
| 의상상 | 조상경                                | 《상의원》                                                                            |
| 음악상 | 김준성                                | 《더 테너 리리코 스핀토》                                                             |
| 녹음상 | 이승철 외                             | 《국제시장》                                                                          |
| 인기남우상 | 김수현                                |                                                                                       |
| 인기여우상 | 공효진                                |                                                                                       |
| 해외 부문상 | 가오위안위안(高圓圓) 쑨훙레이(孫紅雷) | 《단신남녀2》 《일생일세》《우리 결혼합시다》 《촉불가급》《침묵의 목격자》《소년반》 |
| 첨단기술특별상 | 한태정 외                             | 《국제시장》                                                                          |
| 영화발전공로상 | 정창화 윤일봉                         |                                                                                       |

| \| 부문 \| 수상자 \| 작품 \| \| ------------------- \| -------------------------------------- \| ------------------------- \| \| 최우수작품상 \| 내부자들 문전사 \| 《내부자들》 \| \| 감독상 \| 우민호 \| 《내부자들》 \| \| 남우주연상 \| 이병헌 \| 《내부자들》 \| \| 여우주연상 \| 손예진 \| 《덕혜옹주》 \| \| 남우조연상 \| 엄태구 \| 《밀정》 \| \| 여우조연상 \| 라미란 \| 《덕혜옹주》 \| \| 신인감독상 \| 조정래 \| 《귀향》 \| \| 신인남우상 \| 정가람 \| 《4등》 \| \| 신인여우상 \| 김환희 \| 《곡성》 \| \| 기획상 \| 김원국 \| 《내부자들》 \| \| 시나리오상 \| 우민호 \| 《내부자들》 \| \| 촬영상 \| 홍경표 \| 《곡성》 \| \| 편집상 \| 김선민 \| 《곡성》 \| \| 조명상 \| 김창호 \| 《곡성》 \| \| 미술상 \| 조화성 \| 《밀정》 \| \| 의상상 \| 권유진, 임승희 \| 《덕혜옹주》 \| \| 음악상 \| 최용락, 조성우 \| 《덕혜옹주》 \| \| 녹음상 \| 김신용, 박용기 \| 《곡성》 \| \| 첨단기술특별상 \| 조용석, 황효균, 곽태용, 정도안, 김태의 \| 《대호》 \| \| 뉴라이징상 \| 김희진 최리 \| 《인천상륙작전》 《귀향》 \| \| 하나금융그룹 인기상 \| 이범수 \| \| \| 공로상 \| 윤삼육 \| \| |                                        |                           |
| 부문 | 수상자                                 | 작품                      |
| 최우수작품상 | 내부자들 문전사                        | 《내부자들》              |
| 감독상 | 우민호                                 | 《내부자들》              |
| 남우주연상 | 이병헌                                 | 《내부자들》              |
| 여우주연상 | 손예진                                 | 《덕혜옹주》              |
| 남우조연상 | 엄태구                                 | 《밀정》                  |
| 여우조연상 | 라미란                                 | 《덕혜옹주》              |
| 신인감독상 | 조정래                                 | 《귀향》                  |
| 신인남우상 | 정가람                                 | 《4등》                   |
| 신인여우상 | 김환희                                 | 《곡성》                  |
| 기획상 | 김원국                                 | 《내부자들》              |
| 시나리오상 | 우민호                                 | 《내부자들》              |
| 촬영상 | 홍경표                                 | 《곡성》                  |
| 편집상 | 김선민                                 | 《곡성》                  |
| 조명상 | 김창호                                 | 《곡성》                  |
| 미술상 | 조화성                                 | 《밀정》                  |
| 의상상 | 권유진, 임승희                         | 《덕혜옹주》              |
| 음악상 | 최용락, 조성우                         | 《덕혜옹주》              |
| 녹음상 | 김신용, 박용기                         | 《곡성》                  |
| 첨단기술특별상 | 조용석, 황효균, 곽태용, 정도안, 김태의 | 《대호》                  |
| 뉴라이징상 | 김희진 최리                            | 《인천상륙작전》 《귀향》 |
| 하나금융그룹 인기상 | 이범수                                 |                           |
| 공로상 | 윤삼육                                 |                           |

| \| 부문 \| 수상자 \| 작품 \| \| ------------ \| ------------- \| ---------------------------- \| \| 최우수작품상 \| 더램프(주) \| 《택시운전사》 \| \| 감독상 \| 이준익 \| 《박열》 \| \| 남우주연상 \| 설경구 \| 《불한당: 나쁜 놈들의 세상》 \| \| 여우주연상 \| 최희서 \| 《박열》 \| \| 남우조연상 \| 배성우 \| 《더 킹》 \| \| 여우조연상 \| 김소진 \| 《더 킹》 \| \| 신인감독상 \| 엄태화 \| 《가려진 시간》 \| \| 신인남우상 \| 박서준 \| 《청년경찰》 \| \| 신인여우상 \| 최희서 \| 《박열》 \| \| 기획상 \| 최희섭 외 1명 \| 《택시운전사》 \| \| 시나리오상 \| 한재림 \| 《더 킹》 \| \| 촬영상 \| 박정훈 \| 《악녀》 \| \| 편집상 \| 신민경 \| 《더 킹》 \| \| 조명상 \| 김재근 \| 《프리즌》 \| \| 미술상 \| 이재성 \| 《박열》 \| \| 의상상 \| 심현섭 \| 《박열》 \| \| 음악상 \| 달파란 \| 《가려진 시간》 \| \| 기술상 \| 김기남 외 6명 \| 《악녀》 \| \| 특별상 \| 김영애 \| \| |               |                              |
| 부문 | 수상자        | 작품                         |
| 최우수작품상 | 더램프(주)    | 《택시운전사》               |
| 감독상 | 이준익        | 《박열》                     |
| 남우주연상 | 설경구        | 《불한당: 나쁜 놈들의 세상》 |
| 여우주연상 | 최희서        | 《박열》                     |
| 남우조연상 | 배성우        | 《더 킹》                    |
| 여우조연상 | 김소진        | 《더 킹》                    |
| 신인감독상 | 엄태화        | 《가려진 시간》              |
| 신인남우상 | 박서준        | 《청년경찰》                 |
| 신인여우상 | 최희서        | 《박열》                     |
| 기획상 | 최희섭 외 1명 | 《택시운전사》               |
| 시나리오상 | 한재림        | 《더 킹》                    |
| 촬영상 | 박정훈        | 《악녀》                     |
| 편집상 | 신민경        | 《더 킹》                    |
| 조명상 | 김재근        | 《프리즌》                   |
| 미술상 | 이재성        | 《박열》                     |
| 의상상 | 심현섭        | 《박열》                     |
| 음악상 | 달파란        | 《가려진 시간》              |
| 기술상 | 김기남 외 6명 | 《악녀》                     |
| 특별상 | 김영애        |                              |

| \| 부문 \| 수상자 \| 작품 \| \| --------------- \| ---------------------- \| --------------------- \| \| 최우수작품상 \| \| 《버닝》 \| \| 감독상 \| 장준환 \| 《1987》 \| \| 남우주연상 \| 이성민, 황정민 \| 《공작》 \| \| 여우주연상 \| 나문희 \| 《아이 캔 스피크》 \| \| 남우조연상 \| 김주혁 \| 《독전》 \| \| 여우조연상 \| 진서연 \| 《독전》 \| \| 신인감독상 \| 전고은 \| 《소공녀》 \| \| 신인남우상 \| 이가섭 \| 《폭력의 씨앗》 \| \| 신인여우상 \| 김다미 \| 《마녀》 \| \| 기획상 \| 이우정 \| 《1987》 \| \| 시나리오상 \| 전고운 \| 《소공녀》 \| \| 촬영상 \| 김지용 \| 《남한산성》 \| \| 편집상 \| 김형주, 양동엽, 정범식 \| 《곤지암》 \| \| 조명상 \| 조규영 \| 《남한산성》 \| \| 미술상 \| 박일현 \| 《공작》 \| \| 의상상 \| 조상경, 손나리 \| 《인랑》 \| \| 음악상 \| 사카모토 류이치 \| 《남한산성》 \| \| 기술상 \| 진종현 \| 《신과함께: 인과 연》 \| \| 특별상 \| 김주혁 \| \| \| 우리은행 스타상 \| 설현 \| \| |                        |                       |
| 부문 | 수상자                 | 작품                  |
| 최우수작품상 |                        | 《버닝》              |
| 감독상 | 장준환                 | 《1987》              |
| 남우주연상 | 이성민, 황정민         | 《공작》              |
| 여우주연상 | 나문희                 | 《아이 캔 스피크》    |
| 남우조연상 | 김주혁                 | 《독전》              |
| 여우조연상 | 진서연                 | 《독전》              |
| 신인감독상 | 전고은                 | 《소공녀》            |
| 신인남우상 | 이가섭                 | 《폭력의 씨앗》       |
| 신인여우상 | 김다미                 | 《마녀》              |
| 기획상 | 이우정                 | 《1987》              |
| 시나리오상 | 전고운                 | 《소공녀》            |
| 촬영상 | 김지용                 | 《남한산성》          |
| 편집상 | 김형주, 양동엽, 정범식 | 《곤지암》            |
| 조명상 | 조규영                 | 《남한산성》          |
| 미술상 | 박일현                 | 《공작》              |
| 의상상 | 조상경, 손나리         | 《인랑》              |
| 음악상 | 사카모토 류이치        | 《남한산성》          |
| 기술상 | 진종현                 | 《신과함께: 인과 연》 |
| 특별상 | 김주혁                 |                       |
| 우리은행 스타상 | 설현                   |                       |

## 2020년대
| \| 부문 \| 수상자 \| 작품 \| \| ------------ \| -------------- \| ------------------- \| \| 최우수작품상 \| \| 《기생충》 \| \| 감독상 \| 봉준호 \| 《기생충》 \| \| 남우주연상 \| 이병헌 \| 《백두산》 \| \| 여우주연상 \| 정유미 \| 《82년생 김지영》 \| \| 남우조연상 \| 진선규 \| 《극한직업》 \| \| 여우조연상 \| 이정은 \| 《기생충》 \| \| 신인감독상 \| 김보라 \| 《벌새》 \| \| 신인남우상 \| 정해인 \| 《유열의 음악앨범》 \| \| 신인여우상 \| 전여빈 \| 《죄 많은 소녀》 \| \| 기획상 \| 김미혜, 모성진 \| 《극한직업》 \| \| 시나리오상 \| 봉준호, 한진원 \| 《기생충》 \| \| 촬영상 \| 김영호 \| 《봉오동 전투》 \| \| 편집상 \| 이강희 \| 《엑시트》 \| \| 조명상 \| 전영석 \| 《사바하》 \| \| 미술상 \| 서성경 \| 《사바하》 \| \| 의상상 \| 이진희 \| 《안시성》 \| \| 음악상 \| 정재일 \| 《기생충》 \| \| 기술상 \| 진종현 \| 《백두산》 \| \| 공로상 \| 신영균 \| \| |                |                     |
| 부문 | 수상자         | 작품                |
| 최우수작품상 |                | 《기생충》          |
| 감독상 | 봉준호         | 《기생충》          |
| 남우주연상 | 이병헌         | 《백두산》          |
| 여우주연상 | 정유미         | 《82년생 김지영》   |
| 남우조연상 | 진선규         | 《극한직업》        |
| 여우조연상 | 이정은         | 《기생충》          |
| 신인감독상 | 김보라         | 《벌새》            |
| 신인남우상 | 정해인         | 《유열의 음악앨범》 |
| 신인여우상 | 전여빈         | 《죄 많은 소녀》    |
| 기획상 | 김미혜, 모성진 | 《극한직업》        |
| 시나리오상 | 봉준호, 한진원 | 《기생충》          |
| 촬영상 | 김영호         | 《봉오동 전투》     |
| 편집상 | 이강희         | 《엑시트》          |
| 조명상 | 전영석         | 《사바하》          |
| 미술상 | 서성경         | 《사바하》          |
| 의상상 | 이진희         | 《안시성》          |
| 음악상 | 정재일         | 《기생충》          |
| 기술상 | 진종현         | 《백두산》          |
| 공로상 | 신영균         |                     |

| \| 부문 \| 수상자 \| 작품 \| \| -------------------- \| -------------- \| -------------------------------------------- \| \| 최우수작품상 \| \| 《헤어질 결심》 \| \| 감독상 \| 변성현 \| 《킹메이커》 \| \| 남우주연상 \| 박해일 \| 《헤어질 결심》 \| \| 여우주연상 \| 염정아 \| 《인생은 아름다워》 \| \| 남우조연상 \| 변요한 \| 《한산: 용의 출현》 \| \| 여우조연상 \| 임윤아 \| 《공조2: 인터내셔날》 \| \| 신인감독상 \| 한이웅 \| 《불도저에 탄 소녀》 \| \| 신인남우상 \| 무진성 \| 《장르만 로맨스》 \| \| 신인여우상 \| 김혜윤 \| 《불도저에 탄 소녀》 \| \| 뉴웨이브 남우상 \| 옹성우 재찬 \| 《인생은 아름다워》 《시맨틱 에러: 더 무비》 \| \| 뉴웨이브 여우상 \| 박세완 조윤서 \| 《육사오(6/45)》 《이상한 나라의 수학자》 \| \| 피플스 어워드 남우상 \| 박지환 \| 《범죄도시 2》 \| \| 피플스 어워드 여우상 \| 오나라 \| 《장르만 로맨스》 \| \| 시나리오상 \| 정서경, 박찬욱 \| 《헤어질 결심》 \| \| 촬영상 \| 주성림 \| 《범죄도시 2》 \| \| 편집상 \| 김선민 \| 《범죄도시 2》 \| \| 조명상 \| 이성환 \| 《헌트》 \| \| 미술상 \| 류성희 \| 《외계+인 1부》 \| \| 의상상 \| 권유진 \| 《한산: 용의 출현》 \| \| 음악상 \| 김준석 \| 《인생은 아름다워》 \| \| 시각효과상 \| 제갈승 \| 《외계+인 1부》 \| \| 다큐멘터리상 \| 이일하 \| 《모어》 \| \| 시리즈 감독상 \| 이주영 \| 《안나》 \| \| 대종이 주목한 시선상 \| 신수원 \| 《오마주》 \| \| 공로상 \| 안성기 \| \| |                |                                              |
| 부문 | 수상자         | 작품                                         |
| 최우수작품상 |                | 《헤어질 결심》                              |
| 감독상 | 변성현         | 《킹메이커》                                 |
| 남우주연상 | 박해일         | 《헤어질 결심》                              |
| 여우주연상 | 염정아         | 《인생은 아름다워》                          |
| 남우조연상 | 변요한         | 《한산: 용의 출현》                          |
| 여우조연상 | 임윤아         | 《공조2: 인터내셔날》                        |
| 신인감독상 | 한이웅         | 《불도저에 탄 소녀》                         |
| 신인남우상 | 무진성         | 《장르만 로맨스》                            |
| 신인여우상 | 김혜윤         | 《불도저에 탄 소녀》                         |
| 뉴웨이브 남우상 | 옹성우 재찬    | 《인생은 아름다워》 《시맨틱 에러: 더 무비》 |
| 뉴웨이브 여우상 | 박세완 조윤서  | 《육사오(6/45)》 《이상한 나라의 수학자》    |
| 피플스 어워드 남우상 | 박지환         | 《범죄도시 2》                               |
| 피플스 어워드 여우상 | 오나라         | 《장르만 로맨스》                            |
| 시나리오상 | 정서경, 박찬욱 | 《헤어질 결심》                              |
| 촬영상 | 주성림         | 《범죄도시 2》                               |
| 편집상 | 김선민         | 《범죄도시 2》                               |
| 조명상 | 이성환         | 《헌트》                                     |
| 미술상 | 류성희         | 《외계+인 1부》                              |
| 의상상 | 권유진         | 《한산: 용의 출현》                          |
| 음악상 | 김준석         | 《인생은 아름다워》                          |
| 시각효과상 | 제갈승         | 《외계+인 1부》                              |
| 다큐멘터리상 | 이일하         | 《모어》                                     |
| 시리즈 감독상 | 이주영         | 《안나》                                     |
| 대종이 주목한 시선상 | 신수원         | 《오마주》                                   |
| 공로상 | 안성기         |                                              |